# 春原未来
春原 未来（すのはら みき、1991年11月23日 - ）は、日本のAV女優。ルミナスプロモーション所属。

## 略歴
東京都出身。2012年1月25日、kawaii*から専属でAVデビュー。2012年7月をもってKawaii*を卒業することを公式ブログで発表、以降は企画単体女優として活動を開始。2013年のDMM年間AV女優ランキング ベスト20に入賞し、DMMアダルトアワード2014の女優賞やスカパー・アダルト放送大賞2015 の女優賞にもノミネートされた。AVオープン2014には2作品がノミネートされ、審査員特別賞を受賞した。2014年7月4日にSMM副店長としても本格的に活動を開始した。Sunoharaメディアモールを開設し、作品紹介や日ごろ感じていることを紹介しオフ会も定期的に開催している。また、2015年4月には新ユニットSEXY-J 2期生に加入(会員番号:12)。2020年8月11日よりOPENREC.tvにて有料配信サブスク「スノトーク」を開始、後にプラットホームを変更し、2021年6月23日配信分よりニコニコ動画で行なっている。
2023年時点は事務所に所属するのとは別に法人を設立し、社会保険を払っている形態を取っている。

## 人物
趣味は料理・カフェ巡り・食べ歩き。好きなコーヒーはブラック。
好きな食べ物は麺類、イタリアン、焼肉、牡蠣、和菓子、自然な食べ物（干し芋やつまみになるもの)、果物。嫌いな食べ物はセロリ。得意料理はがめ煮、ポトフ、餃子、明太子ポテトサラダ、ひじき、余りもの料理など。また、最近は健康に気をつけて、トレーニングをしたり無添加なものを摂るようにしたりして心がけている。。
好きな女優はアンジェリーナ・ジョリーと北川景子。 好きなアーティストはMr.Children 。好きな作家はJ・K・ローリング。スポーツ経験は水泳や陸上といった個人競技。観るのは野球、サッカー、シンクロが好き。好きな乗り物はスポーツカーや飛行機。。映画や舞台、宝塚歌劇団も好きで、機会をみつけては観に行く。	
また豊かな自然の多いところや歴史的建造物、秘境の温泉が好き。香りと整体で癒やされたいと思っている。
業界入りは「人の役に立つ生き方をしたい」と考えた結果と述べている。
2014年ころよりレズもの作品が増え、新人女優や中堅女優のレズ解禁相手を務めることも多く、「レズの女王」の異名も持つ。

## 作品

### アダルトビデオ
kawaii*専属（2012年1月～7月）
- 新人!kawaii*専属デビュ→spring has come♪（1月25日）
- 未来のメロメロ初体験（2月25日）
- 清楚な音大生のエッチな旋律♪（3月25日）
- ジンジンくる程温め合うSEX （4月25日）
- ランラン♪乱交 （5月25日）
- ぜ～んぶ、ごっきゅん。 （6月25日）
- 未来が童貞食べちゃうゾ （7月25日）

キカタン（2012年8月以降）
- 憧れのスチュワーデスと性交 （8月10日、ドリームチケット）[27]
- ビアガーデンで酔い潰れた女とやっちゃった俺 （8月9日、アキノリ）共演：夏目優希、春宮ひなの
- 春原未来と1日新婚生活 （8月10日、 プレステージ）
- バイトの中で一番カワイイあの娘とやっちゃった俺2 （8月23日、アキノリ）共演:黒木いちか、愛内希、稲川なつめ
- 大学生活を部活に捧げる「スポーツ美少女」の有り余った体力と性欲がスゴイ 「日焼けおっぱい」を揉んだら即濡れマン 結局3回もSEXして照れくさそうに帰って行った（8月23日、SODクリエイト）共演:前田ちえ、他1名
- 美乳お嬢様女子大生・みき Eカップの情欲SEX （8月25日、オーロラプロジェクト・アネックス）
- 働くオンナ喰い1 キャリアOLを喰い散らかす!!（9月1日、プレステージ）共演:神戸莉々、藤原詩織
- 非ヌキ系サロン 洗体エステで勃起しちゃった僕。 7（9月6日、アキノリ）共演:青木美空、初美沙希、夏目優希
- 彼女に試そうと隠していた媚薬を姉が勝手に使って僕の部屋で発情 2（9月6日、ROCKET）共演:水嶋あずみ、杏子ゆう、水嶋あい
- 一日ホテル監禁（9月19日、ドグマ）
- 新種のエステオイルと偽って媚薬ローションでマッサージしていたら四つん這いになって発情してきた（9月20日、アキノリ）共演:向井恋、瀬戸ひまり、立花さや
- 無限絶頂アクメ（9月21日、プレステージ）
- 痴女が現れるM男専用温泉旅館（9月25日、美）
- 痴女のタマゴ（10月2日、プレステージ）
- スケベな姉弟がエッチなゲーム 一転知らずに近親相姦 弟なら姉の体当ててみて! 美人母姉スペシャル（10月6日、ROCKET）共演:大堀香奈、七瀬あさ美、他3名
- 「DANDY版 性交クリニック 欲求不満を顔には出さない清楚な看護師に通常業務のようにヤられた」VOL.1（10月6日、DANDY）共演:元山はるか、原望美、他2名
- 貸し切りS級素人娘。 みきちゃん（18歳）（10月12日、S級素人）
- 絶対に手を出してはいけない相手が夜這いしてきた…さてどうする? 2（10月18日、アキノリ）共演:向井恋、かすみりさ
- 強制コスプレ羞恥絶頂バス 2（10月18日、ナチュラルハイ）共演:鶴田舞、他3名
- 受付嬢in… [脅迫スイートルーム] Miss Reception Miki(21)（10月19日、ドリームチケット）
- 美少女即ハメ白書 05（10月20日、プレステージ）共演:有村千佳、大倉彩音、梅宮彩乃
- 目指せトップアイドル!! センターを目指して!（10月26日、ケイ・エム・プロデュース）Blu-ray、共演:つぼみ、今井ひろの、このは、宇佐美なな、前田陽菜、栗林里莉、愛内希、松下ひかり、夏目優希
- スーパーデジタルモザイク 巨乳美少女初撮りみき（11月7日、桃太郎映像出版）
- 性交マッサージ付き Premiumエアライン（11月8日、SODクリエイト）共演:志保、水希杏、神御凛
- 近親相姦 9 母と兄妹の禁断の関係（11月9日、LEO）共演:青山葵
- 可愛いのに失恋中の女の子ナンパ 恋人と別れて心も身体も寂しい女性を前向きに頑張るように励ましながらいい人ぶってHまで!そして中出し!!（11月10日、ホットエンターテイメント）共演:浅見友紀、他2名
- 私は穴（11月19日、ドグマ）
- 愛人関係の女子社員と仕事中に会社の死角でSEX（11月22日、ROCKET）共演:夏目りょうこ、姫咲るい
- ウブな女子校生が派手な下着をつけているのを見て興奮してしまったボクにまさかの展開！向こうから誘ってきた!（11月23日、ケイ・エム・プロデュース）共演:松下ひかり、このは、夏目優希、前田陽菜
- 上司とゴックン飲みニケーション（12月1日、ムーディーズ）
- 「美少女のあどけない身体が野獣男達のいいなりペットに…」 凌辱中出し温泉バスツアー 2（12月6日、ディープス）
- 50過ぎの義父だけど、息子の嫁にジッと見つめられたら我慢できなくて犯る（12月6日、ヒビノ）
- M・ザーメン・トランス（12月7日、ワープエンタテインメント）
- 俺専用性奴隷 2（12月11日、MAD）
- アイドル春原未来の童貞筆おろし（12月13日、マルクス兄弟）
- 私、実は夫の上司に犯され続けてます…（12月13日、溜池ゴロー）
- 弩UP指入れオナニー（12月13日、マルクス兄弟）共演:樫井ゆうか、はらだ花音、小西なつみ、木村つな、椎名ゆな、大島あいる、桜木莉愛、深山早紀、三浦明奈
- アナル舐め手コキで最高の射精!!（12月13日、マルクス兄弟）共演:竹内紗里奈、大島あいる、平山こずえ、椎名ゆな、EMI、宮下しほり、宇佐美奈々、松本まりな、愛内梨花
- 羞恥!野外腰砕け!激ヤバ・ビッグバンローターをマ○コに入れて 潮吹きアクメデート!（12月20日、サディスティックヴィレッジ）
- 大学の講義に集中する男子学生を痴漢してこい! 手を震わせながらもチ○ポを触る眼鏡女子大生（12月20日、ナチュラルハイ）共演:夏目優希、梅宮彩乃、今井ひろの、みなみ愛梨
- 女子校生15人オマ○コ指入れぴちゃぴちゃ自画撮りオナニー vol.9（12月20日、プリモ）共演:立花くるみ、栗原ゆん、栗山朋香、沙藤ユリ、瀬希まなみ、春日くるみ、茜梨乃、他7名
- 美4周年記念作品 淫乱痴女集団 6時間SPECIAL-極上のテクニックで責め続けるオンナ達-（12月25日、美）共演:小早川怜子、結城みさ、波多野結衣、星野あかり、乃亜、東尾真子、前田陽菜、水澤まお
- ワケあり素人デート倶楽部（12月27日、LEO、レンタル限定）共演:新山かえで、高瀬茉希
- すぐに破れるコンドーム×春原未来（12月28日、EROTICA）
- 出張中のOLが宿泊先のホテルで初めて見るAVに興奮しオナニーする所を盗撮！間違ったフリをして部屋に乱入すると発情したOLはそのままチ●ポを求めてくる!（12月28日、ケイ・エム・プロデュース）共演:藤北彩香、早瀬ありす、由良真央、愛内希

- 性交覚醒 ヘンタイになり過ぎてごめんね…（1月1日、h.m.p）
- 麗しいスチュワーデスといやらしいセックス 客室乗務員と肉体関係（1月1日、無言/妄想族）
- 手コキクリニック ファン感謝祭 2013（1月10日、SODクリエイト）共演:南梨央奈、姫乃えみり、伊織しずく、大塚まゆ
- 翔田さんと春原さんの中出し淫語さんぽ（1月10日、SODクリエイト）共演:翔田千里、村上涼子
- ワケあり素人デート倶楽部（1月11日、LEO）共演:新山かえで、高瀬茉希
- とってもエッチなナースたち2（1月11日、ケイ・エム・プロデュース）共演:つぼみ、羽月希、大槻ひびき、松下ひかり
- 高級会員制 性感メンズエステ(1月11日，TMA）
- 奇跡の美肌 春原未来をイキ過ぎて失神アクメしても解放しないでモンキーバック超ピストンをし続けた…（1月19日、クロス）
- ディルドにまたがる女子校生DX（1月19日、アロマ企画）共演:百瀬乃々花、篠原杏、夏目優希、若菜すず、宇佐美なな、枢木みかん、芹沢つむぎ、栗林里莉、松下ひかり
- 浮気妻の接吻と夫の前での性交（1月24日、ヒビノ）
- 塗られた媚薬が効く前に慌ててオマ○コを洗う新妻…であったが間に合わず無念の発情（1月24日、ナチュラルハイ）共演:宇佐美なな、稲川なつめ
- 「キスまで3cm もう一度逢いたい!みんなのオキニ妻に満員状態で息がかかるほど密着したらヤられた」 VOL.1（1月24日、DANDY）共演:椎名ゆな、加藤ツバキ、稲川なつめ
- 社長からの指示は「居ない。って言って」が一番多い。（1月25日、バルタン）
- 仲良し3人組の気ままな週末連れコン温泉!（1月25日、ケイ・エム・プロデュース）共演:篠原杏、冴島かおり
- COSPLAYER HUNTER（1月25日、CMP）共演:舞咲みくに
- やりすぎ家庭教師（2月1日、h.m.p）
- 喉奥ショットガン M（2月8日、ワープエンタテインメント）
- JKチアガール 15（2月8日、クリスタル映像）
- 麗しの美人OL 8時間 special 2（2月8日、ケイ・エム・プロデュース）共演:夏目優希、野村萌香、魅麗、野々宮める、ななみ果歩、七瀬あさ美、西田ルナ、浅之美波、相沢恋
- おいしいフェラチオ 悩殺コスプレフェラ 〜口内射精、ごっくんを添えて〜（2月15日、SEX Agent）共演:さとう遥希、希咲エマ、葵野まりん、宮地由梨香、相葉レイカ、星野来夢、みことりりあ、大崎美佳、さくら悠、愛代さやか、姫咲るい、知世奏
- ひみつのヤッコちゃん（2月19日、ROOKIE）
- 友人の妻はドスケベ家庭教師（2月19日、VENUS）
- 禁断介護（2月21日、グローリークエスト）
- 狭い場所の圧迫感と息もできない連続絶頂が女を狂わせる! 3 病院編 〜電話BOX、ベッドの下、介護浴槽の中、食器運搬エレベーター〜（2月21日、ナチュラルハイ）共演:初美沙希、持田美琴
- 美少女のお風呂上がり そんなお前を滅茶苦茶に犯したい（2月22日、First Star）
- 自慢の妻をお貸しします。 若妻ダッチワイフ（2月25日、サイドビー）
- 五感封殺アクメ（3月1日、ワンズファクトリー）
- 女教師イラマチオ 罪（3月1日、ムーディーズ）
- 某有名付属病院勤務 ナースの告白（3月7日、BeFree）
- 人妻輪姦マンション（3月7日、マドンナ）
- AV女優が撮影現場に来たらいきなりSEX 即ハメ 生中出し（3月7日、グローリークエスト）共演:さとう遥希、杏美月、愛咲れいら、冬木舞
- 激しいSEXで体温が上がり汗を吹き散らし絶頂しまくる高学歴女 2 〜女弁護士・女医・女秘書〜（3月7日、ナチュラルハイ）共演:羽月希、水澤まお
- 痴漢OK妻（3月7日、ナチュラルハイ）
- 春原未来のソープしちゃうぞ（3月8日、クリスタル映像）
- 巨大ヒロイン(R)魔獣特捜レイン（3月8日、GIGA）
- 家庭教師のお姉さんが丁寧に優しく教えてあげる（3月8日、TMA）共演:	椎名ゆな、舞咲みくに
- カラダで払うワケあり人妻 5時間 Special 3（3月8日、ケイ・エム・プロデュース）共演5名
- いいなり愛玩娘 4時間（3月8日、ケイ・エム・プロデュース）共演5名
- ハイレグファンタジー ダブルアール（3月19日、ミル）
- 義母飼育（3月19日、VENUS）
- オトナの恋愛と称する、事実上の不倫（3月22日、バルタン）
- 仮面菩薩センジュリアン 第二巻 シヴァ・凌辱編（3月22日、GIGA）
- すのっち全作コンプリートだょ☆ 12時間special（3月25日、kawaii）個人ベスト
- ダブル接吻コントロール Verふたり責め（4月5日、ワープエンタテインメント）共演:山本美和子
- 電流アクメ 11 〜勃起クリトリス電極責め〜（4月11日、ROCKET）
- NON STOP ORGASM ポルチオエンドルフィン 無限性欲（4月12日、クリスタル映像）
- ゴックン奴隷 おねだりチ●ポ、ザーメン搾精レディ（4月12日、ケイ・エム・プロデュース）
- 女子校生指入れ自画撮りオナニー(4月12日，青空ソフト）
- 痴女、穴る。（4月14日、ワープエンタテインメント）
- 腰を振りまくる女の激しいSEX（4月18日、グローリークエスト）
- 癒らし。 VOL.91（4月19日、アウダースジャパン）
- 淫口痴女 接吻ディープスロート（4月19日、ドグマ）
- 愛情手コキとご奉仕フェラチオで120％の射精を望む女性は最後まで絶対に僕とチ○ポから視線を逸らさず発射まで見届けてくれる（4月19日、ワープエンタテインメント）共演:さくら悠、板野有紀、青山菜々、大堀香奈、篠原杏、篠田ゆう、平原みなみ、宮地由梨香、愛沢有紗、有賀あり、篠田彩音
- 強制的じゃないセルフイラマチオ 02 〜ディープスロートにぞっこんの女たち〜（4月19日、SEX Agent）共演:平山こずえ、山本美和子、杏美月、大崎美佳、星野来夢、姫咲るい
- 手コフェラ倶楽部（4月19日、SEX Agent）共演:さとう遥希、山本美和子、相葉レイカ、愛代さやか、すみれ、新田麻里
- フェラテロリスト 淫乱興奮神フェラ大連発! 超極上S級フェラが炸裂!（4月19日、SEX Agent）共演:橘なお、山本美和子、杏美月、綾瀬みなみ、他7名
- スーツOLが悶絶騎乗位でイクッ!! 淫乱美人女性社員、大暴走!!（4月19日、SEX Agent）共演:琥珀うた、新山かえで、野村萌香、平山こずえ、坂下えみり、芹沢つむぎ、sumire、他12名
- 電送人アイラ（4月26日、GIGA）
- 美人OLばかりを採用してレイプを繰り返すブラック企業の社内映像（4月26日、青空ソフト）共演2名
- リアル女教師レイプ輪姦（5月1日、ワンズファクトリー）
- 寝取り夜這い（5月2日、グローリークエスト）
- 「女の口は嘘をつく。」 雌女ANTHOLOGY #117（5月3日、アウダースジャパン）
- 麗しのキャビンアテンダントに弱みをネタにイジメられ何度も射精させられた。（5月5日、フリーダム）
- 義父色に染められた美嫁（5月7日、マドンナ）
- 陵辱女捜査官 調教・中出し・肉奴隷（5月9日、ヒビノ）
- 大嫌いな義父に抱かれるために自ら媚薬を飲んだ人妻　（5月9日、NATURAL HIGH)
- 「路線バスでベビーカー妻のミニスカ尻に勃起チ○ポを擦りつけてヤる」 VOL.2（5月9日、DANDY）共演:川上ゆう、椿かなり、他1名
- 催眠中毒 ツアーコンダクター 24才（5月10日、催眠研究所）
- 縄奴隷（5月10日、メーテルホルモン）
- スーパーヒロインドミネーション地獄 人造人間マシンナー編（5月10日、GIGA）
- あ〜やらしい! 37 卑猥な口性器女（5月17日、映天）
- ご奉仕ばかりの毎日でタマっちゃってる白衣の天使は手頃で便利な入院患者の禁欲チ○ポでとりあえずの性欲処理をする（5月17日、ワープエンタテインメント）共演:上原亜衣、平原みなみ、青山菜々、平山こずえ、篠田ゆう、大堀香奈、羽月希、藤原ひとみ、美泉咲
- ピタパン美人OLのパンスト尻コキ 02（5月17日、SEX Agent）共演:山本美和子、初美沙希、原望美、芹沢つむぎ、新城美稀、星野来夢、西山真理
- 性感爆裂!女は視覚、聴覚を遮断して拘束しマ○コを刺激し続けたら 触覚が敏感になり過ぎてもはや人間に見えない超絶頂に達する!（5月23日、アイエナジー）
- 美脚黒ストッキングマニア（5月24日、TMA）共演:稲川なつめ、真希レイラ
- 彼氏の弟1○才に性的悪戯 未発達チ○コでしかイケないショタコン女子校生（6月6日、V&Rプロダクツ）共演:木崎実花
- お貸しします。（6月7日、クリスタル映像）
- 催眠素顔 6（6月10日、催眠研究所）共演:愛花沙也、羽月希、篠田ゆう、小林まや、七瀬あさ美
- カワイイ契約社員と勤務中にこっそりやっちゃった俺 2（6月20日、アキノリ）共演:秋元美穂、藤嶋唯、知花メイサ
- 実録 性感エステでガンギマる人妻たち（6月20日、AROUND）共演:藤嶋唯、初美沙希、Sumire
- 同性羞恥いじめに特化した革命AVドラマ 私立花園女子校いじめ学級会（6月20日、ROCKET）共演:初美沙希、羽月希、他
- 緊縛調教志願（6月21日、MAD）
- 照れるほど見つめられるフェラチオ 2（6月21日、ドリームチケット）共演:葵こはる、RYU、椎名ゆな、長谷川ゆり、みなみ愛梨、春日野結衣
- 職場の喉奥シャブリスト（6月21日、ワープエンタテインメント）共演:上原亜衣、大槻ひびき、琥珀うた、AIKA、篠田ゆう、羽月希、新山かえで
- 添い寝手コキ（6月21日、SEX Agent）共演:稲川なつめ、琥珀うた、原沢ゆうあ、橘なお、さくら悠、椿すず
- なんと憧れの美人OLとホテルで同室に！？一緒に酒を飲んでついつい爆睡。すると彼女は僕のチ●ポめがけて手を伸ばしてきた！ (6月28日、SCOOP）
- 媚薬レイプの身代わりになり助けた女子生徒の目の前で教え子に犯されイキ狂う女教師 (7月6日、NATURAL HIGH）
- 「今日は昼間っからナースと4Pセックスできる！」月に1度だけ患者の願い事が叶う病院（7月6日、SODクリエイト）
- スーパーレディー（7月11日、GIGA）
- バレないように彼女の親友とこっそりヤル！ 8　(7月18日、AKNR）
- ムチムチタイトスカートバス 4 万年発情期なのはパッツン生地でデカ尻が強調されるから！？ 人目を気にせず挑発してくる肉感美人OL　(7月18日、ルミナックス）
- スケイス7　(7月19日、みるきぃぷりん♪）
- 浴びた女も感激する一撃!!大量顔射!!! Part.3（7月19日、ワープエンタテインメント）共演:ASUKA、夏目優希、椿かなり、山本美和子、芦名ユリア、相葉レイカ、有賀あり、青木美空
- 女神の接吻とセックス（7月25日，サイドビー）
- ヒーローショーのヒロインがTVとは違う女だったのでファンの義務としてしっかり教育してやりました。(7月26日，GIGA）
- 美女と包茎2 真性を含むオール包茎しゃぶり（8月2日，S.P.C）共演：大城かえで、藤原ひとみ、初美沙希
- 魅尻発情 Fetishist11（8月5日，フェッチ）
- ドキュメント・レイプ 春原未来 相沢恋（8月7日，アタッカーズ）共演:相沢恋
- スーパーヒロイン絶体絶命!!Vol.47　銀河特捜キャリバー編(8月9日，GIGA）
- 俺の許可なく、絶対イクなッ！！！！！ 2 早漏オンナをナマ殺す焦らし地獄のイキガマン（8月9日，ワープエンタテインメント）共演:仲丘たまき、小早川怜子、秋野千尋、平原みなみ、小泉真希、篠田彩音、三浦まい、成宮ルリ、板野有紀、葵こはる、椿かなり
- 催眠隷女 11号ミキ（8月10日，催眠研究所）
- 丸呑み！8 咽喉性感の女 春原未来（8月14日，S.P.C）
- トイレでフェラチオ（8月14日、SEX Agent）共演:琥珀うた、橘なお、原沢ゆうあ、さくら悠
- 催眠素顔 7（8月20日、催眠研究所）共演:高坂保奈美、高坂ますみ、板野有紀、向井恋、宮下つばさ、初美沙希
- 『この水着ワタシに似合ってる？』小さい頃から勝手に僕の部屋に上がりこんで遊びに来ている幼馴染は昔から近所で評判のカワイイ女の子で高校生になった今でもその可愛さに磨きをかけクラスのマドンナ的存在に！一方僕は、なんら変わる事なく地味な男一直線！！ある日、いつもの様に僕の部屋に勝手に上がりこんでくると結構…？いやいやかなり激しいセクシーなビキニを着て『この夏初めてビキニに挑戦しようと思って』と言ってみせつけて来たんです。しかもビキニは不慣れなのか少々毛がはみ出ていたりオッパイもこぼれていたりで僕にはとても眩しく刺激的な水着でおもわず勃起！それを見た幼馴染も…（8月22日、Hunter）共演：夏目優希 他
- 機銃特捜　ガンセイバー(8月23日、GIGA）
- Hide&Seek（9月5日、SILK LABO）共演：桜井あゆ
- 小、中、そして○校生の現在もアダ名が「博士」の貧弱な僕。そんな僕の自宅には、クラスの女子がAV見たさによくやって来る。でも、いざエッチなシーンを見たらモジモジしだして頬を赤らめ、パンティー越しにもわかるくらいにビショ濡れで恥ずかしい染みだらけ！ 7（9月5日、Hunter）
- 私は痴女 春原未来篇（9月6日、クリスタル映像）
- 夏場の躰に張り付くマキシワンピを着ている女のモリ○ンが気になって、さりげなくイタズラしてみたら?を赤らめながら…（9月12日、REAL DOCUMENT）共演：相沢恋、河愛雪乃
- 完全ノーカット真性中出し 春原未来（9月13日、ムーディーズ）
- 童貞限定!人気AV女優アポ無し自宅訪問バスツアー!!いきなり押し掛け!無理矢理ファン感謝祭（9月19日、ATOM）共演：葵こはる、芦名ゆりあ、琥珀うた
- 生まれてから一度も女の子と手をつないだ事のない根暗な僕が、フォークダンスの練習で憧れの女子と初めて手をつないだら思わず勃起。ヤバいと思いひたすら謝ったら、意外にも怒っておらず、それどころか僕の勃起チ○ポが気になっていたようで、なんかエッチな雰囲気に…（9月19日、Hunter）
- カンパニー松尾 監督25周年特別企画 輝け！日本ハメ撮り大賞 2013 part.1（9月21日、HMJM）共演：原千草、佐々木まお
- 素人さん大集合！AV女優VS素人男優４時間（9月25日、マルクス兄弟）共演：哀川りん、青木まり、石川みずき、泉麻那、一ノ瀬アメリ、長南悠果、和葉みれい、北川瞳、琥珀うた、篠田ゆう、篠めぐみ、立花樹里亜、長澤あずさ、成瀬心美、松嶋侑里、三浦芽依、森ななこ
- 逆◆チクビ痴漢 春原未来（10月4日、ドリームチケット）
- 美女と包茎 3 真性を含むオール包茎しゃぶり（10月4日、S.P.C）共演：篠宮ゆり、北川瞳、武井麻希
- 満員電車内、目の前に来た女性が超カワイくてたまらず勃起！通勤ラッシュで混雑してる電車内。押しに押されてたどり着いた先は…超どストライクの女子校生の目の前！髪の毛の匂いを嗅いでるだけで我慢の限界！たまらず勃起！！電車の揺れで何度も女の子のお尻に…（10月10日、Hunter）
- 緊縛絶頂鬼イカセ 春原未来（10月11日、ケイ・エム・プロデュース）
- 新橋駅日比谷口高級回春マッサージ 2(10月11日，プレステージ）
- ベージュパンストで魅惑の脚コキ（10月18日、SEX Agent）　共演：琥珀うた、原沢ゆうあ、栄倉彩、坂下えみり
- 世界一早漏男の連続射精SEX（10月19日、ROOKIE）共演：瀬名あゆむ
- スケベな身体で男を襲う美女達の痴女SEX 4時間　星野ナミ MIYABI 今村楓 春原未来 白石マリエ さとう遥希 安達亜美（10月21日，h.m.p）
- 『射精だけでもしていきなさい！』妻も母親も家族公認 通勤、通学前の忙しい朝専用宅配手コキ「朝射精サービス」（10月24日、Rocket）共演：原千草
- 風邪がうつったフリをしたら童貞卒業できた！つい先日職を失った私は、恥ずかしながら、ひとまわり歳が違う妹(女子大生)の家に居候する事に。そんなある日、妹が風邪をひいて学校を休むと、次から次へと心優しいお友達(全員カワイイ！)が妹の看病をしにきてくれた！（10月24日、Hunter）
- 新人ママドル寝起きどっきりレイプ(10月24日，アイエナジー）
- 朝から晩まで中出し 10発するまで帰れません！ 春原未来（10月25日、本中）
- カンパニー松尾 監督25周年特別企画 輝け！日本ハメ撮り大賞 2013 part.2（10月26日、HMJM）共演：原千草、佐々木まお
- 自ら進んで本番行為を持ちかける美人妻の猥褻アルバイト デリバリー回春エステを盗撮（11月1日、変態紳士クラブ）
- 御茶ノ水OL専門 マッサージ施術院 IV(11月1日，変態紳士クラブ）
- オスガズム2（11月1日、MOTHERS ENTERTAINMENT PICTURES）
- お姉ちゃんと2人きりの姉弟王様ゲーム！堅物の姉は合コンに行けば絶対に王様ゲームをやるものだと思い込んでいるらしく、弟の僕が予行練習に付き合わされることに…。エスカレートする命令にボクもお姉ちゃんも引くに引けなくなり遂に最後まで…。（11月9日、Hunter）
- やらせなしのガチステージレイプ 客がドSだらけのファン感謝祭！ヤジとイジメで女の子を追い詰める集団メンタル暴行（11月10日、ブリット）共演：高沢沙耶、滝澤まい
- あ～素敵なお父様 ・夫の父の性（セックス）テクニックに腑抜けになった嫁 春原未来（11月13日、FAプロ）
- 性と尻(11月21日、AKNR）共演：北川エリカ（園田ユリア）、武井麻希、吉川いと
- 父子家庭の我が家は父の仕事が忙しい為、家政婦を雇っています。そんなバリバリ働く父とは正反対に僕は引きこもりの自宅警備員。（11月21日、Hunter）
- 混浴風呂に入浴しているカップルの女の前で俺のデカチンを見せつけたら彼女の視線がくぎ付けに！彼氏には内緒でこっそりヤッちゃいました！！3(11月22日、SCOOP）
- 昨日まで［ひとりっ子］だった僕にいきなり7人の姉ができた！！母親が再婚した先はなんと7姉妹のお家！しかもみんな美人揃いときている！今まで母親以外の女性とほとんど接した事が無い僕は当然童貞！！部屋で隙だらけの姉の姿を見ては勃起の毎日！ 2（12月5日、Hunter）
- 習い事中に下品なポーズで痴漢され淫語を言わされながら欲情する上品妻(12月5日、NATURAL HIGH）
- みるスポ！ 春原未来(12月7日、みるきぃぷりん♪）
- 鬼フェラ地獄 XIV 小早川怜子 春原未来（12月13日、ケイ・エム・プロデュース）
- みき 1(25) (12月13日、ウレッ娘[動画配信のみ])
- 俺、専用 春原未来（12月19日、ドグマ）
- 素顔 春原未来 結城みさ（12月19日、レズれ！）
- 「ヤラせてくれたら言うこと聞いてやるよ！」口うるさくてお節介なお姉ちゃんで最高にワガママで自分勝手な童貞喪失しちゃいました！しかも何度失敗しても何度中出ししても全く怒らず好き勝手ヤラせてくれたので最高の童貞喪失でした！（12月19日、アパッチ）
- 変態OLのフットマッサージ~極フェチ濃厚パンスト脚コキ~（12月20日、SEX Agent） 共演：山本美和子、新山かえで、沙藤ユリ、稲川なつめ、椿すず、芹沢つむぎ
- 完全なる飼育 第八章 ＣＡ監禁調教（12月25日、グローバルメディアエンターティメント）

- ennui～レズの部屋～ 春原未来 波多野結衣（1月1日、U＆K）
- セレブ人妻温泉旅行悪徳オイルマッサージ2（1月1日、変態紳士クラブ）
- 即尺精飲公衆便女 9 どすけべヤリマン女編（1月4日、S.P.C）共演：藤原ひとみ、初美沙希、大城かえで、武井麻希
- えっちなデートしょっ♪ 春原未来（1月7日、unfinished）
- 近くに彼氏が居るのに僕を痴女ってくる見知らぬお姉さん(1月9日、AKNR）共演：大石美咲、春日由衣、綾瀬れん、佐々木恋海
- 「常に性交」メンズエステ 濃密（1月9日、SODクリエイト）
- スーパーヒロイン絶体絶命!!Vol.48　忍者特捜バードファイター編(1月10日、GIGA）
- 即濡れ！即イキ！ 股を開いた カワイイ20代女子28人の 完全撮り下ろしオナニー 4時間(1月10日，ブリット）
- 子宮に精子がぶつかる快感が欲しくて夫以外の生チンを要求してくる素人妻 みき 24歳（1月15日、プリモ）
- 声を出せず自分の指でグチョグチョ音を立てながらイキまくるマン喫オナニー（1月15日、プリモ）
- オナニー・パラノイア 春原未来（1月19日、ドグマ）
- 監獄戦艦（1月31日、ZIZ）共演：小早川怜子
- 美人でツンとした図書館司書を催淫ハーブで発情させてマシンバイブで犯しまくる！ 春原未来（2月6日、サディスティックヴィレッジ）
- 性欲処理専門セックス外来医院7 真正中出し科（2月6日、SODクリエイト）
- 生まれてからずっと彼女が出来ない童貞息子が心配なお母さん!素股指導をして息子に必要な女性に対する免疫をつけてあげませんか?（2月6日、アイエナジー）
- おっぱいコピー、室内放尿、公然ストリップ・・・契約欲しさの弱みにつけ込まれ社内羞恥プレイを拒めない生保レディ(2月6日、NATURAL HIGH）
- 痴女、穴る。 琥珀うた 春原未来 山本美和子 篠田ゆう（2月7日，WAAP）
- あなたの奥さん大丈夫？出産後、性欲が高まり感度が良くなった人妻！『綺麗なのに夫だけとSEXするなんてモッタイナイ』とおだてて、タダマンをゲット！ 2(2月14日、SCOOP）
- いやらしい女子15人のザーメンごっくんフェラチオ(2月15日、プリモ）
- 100人斬り ついでに30発も大量ゴックンしちゃいました！ 春原未来(2月19日アイデアポケット）
- ムレたパンストで股間を挑発する美脚OL　(2月20日、GARCON）共演：原千草、佐々木恋海、遠野美帆
- バキュームイラマチオ 自分から喉奥にペニスを吸い込む女子29人（2月20日、サディスティックヴィレッジ）
- お尻でイカせてあげる。~卑猥尻でディープ尻摩擦~(2月21日、セックスエージェント）共演：さとう遥希、知世奏、日向セリア、浜崎るみ、橘早苗
- 女性専用シェアハウスオーナーによるレイプ盗撮映像 (2月21日TMA）共演：神川ひな、 優木みれい
- 最近、近所に越してきた団地妻があまりにも可愛すぎるので思わず声を掛けたら欲求不満だったらしくAV撮影までOKしてくれちゃいました！！3人の素人美人妻②（2月28日、ケイ・エム・プロデュース）
- 現役キャバ嬢に媚薬を仕込み強制発情させたら営業中の店内にも関わらず、内緒で僕のチ●ポを握りしめてきた！！枕営業なんかじゃ見られないキャバ嬢達のお店には言えないナイトスクープ！！(2月28日、SCOOP）
- 温泉で卓球にあけくれる友達のお母さんと夜のチ●ポン対決 2(2月28日、SCOOP）
- 姉妹恋慕 ～昭和に咲いた愛すべきあだ花毒婦～ 川上ゆう 春原未来（2月28日、ケイ・エム・プロデュース）
- 家庭教師のボクが一家に溶け込み家族ぐるみで仲良くなった後、バレないように巨乳の母親と美人大学生の姉とセックスをして最後に教え子であるウブな中○生の未発達な処女マ○コをレイプしちゃいました。（3月1日、変態紳士クラブ）
- 「常に性交」温泉旅館4（3月6日、SODクリエイト）
- スーパーの買い物帰りに突然の雷雨で我が家に雨宿りをしにきたママ友たち。雨でびしょ濡れになり透けた服のママ友にドキッ！としてタジタジなボク。そんなボクの童貞魂を見抜き、服が乾くまでの間に面白がり誘惑してくるママ友にハメられてしまうボクは幸せ者でしょうか？2 （3月6日、Hunter）
- 夫の目の前で犯されて― 暴行の果ての絶頂 春原未来（3月7日、アタッカーズ）
- パンストすけすけ同棲生活 春原未来（3月7日、unfinished）
- 強制自慰アクメin…2 密室マンズリ玩具調教 椎名ゆな 篠めぐみ 竹内紗里奈 山本美和子 志保 春原未来（3月14日，ドリームチケット）
- 私の前で愛しあいなさい 上原亜衣 乙葉ななせ 春原未来 結城みさ 北川エリカ すみれ 白鳥ゆな 緒方みずき(3月19日、レズれ！)
- 新任女教師 春原未来 マシンバイブ調教×催淫三角木馬×危険日中出し10連発 そのすべてで潮!潮!潮!7（3月20日、サディスティックヴィレッジ）
- 姉のボディーソープに媚薬を入れたら発情して僕のチンコを求めてきた。（3月21日、青空ソフト）
- 先生と私 ～初恋レズビアン～ 湊莉久 春原未来（4月1日、U＆K）
- 5秒で即挿入痴漢!!超満員電車で身動きの取れない女子高生に即挿入!嫌がれば嫌がるほど、動けば動くほどマ○コはトロトロに濡れて勝手に感じ始める敏感娘(4月10日、アパッチ）
- ごっくんの女神さま 240分特別版 春原未来(4月11日、ワープエンタテインメント）
- みき(22)（4月21日、街中の素人さんをナンパして顔射しちゃいました[動画配信のみ]）
- 美人女教師のムレた股間を押し付けられて顔面騎乗の虜にされてしまった僕（4月24日、SOSORU）共演：大塚れん、椎名まりな
- THE エターナル タイムドミネーション(4月25日、GIGA）
- 出会って速攻、女優の方から襲いかかる生中出しSEX 春原未来（4月25日、ダスッ！）
- あの娘のドキュメント AV女優 春原未来のすべて（4月26日HMJM）
- 声を出せない私4 静寂に濡れて 春原未来（5月7日、アタッカーズ）
- デート中に私の妻をナンパしてください! 寝取られ願望のある夫の依頼で何も知らない奥さんを誘惑!デカマラ他人棒の子宮突きに耐え切れず旦那の目の前で何度も激イキ(5月10日、ディープス）
- ナチュラルハイ15周年記念作品 痴漢総決起集会 被害者15名 完全[中出し]スペシャル(5月10日、Natural High)
- “涙の挿入ショー”『ボクをイジメから救ってくれたのにごめんなさい!』学校でいつもイジメられているボクを唯一救ってくれたのはクラスのマドンナ的存在でもある学級委員(5月10日、アパッチ）
- Hな逆ナンお姉さん AV女優がマジ迫り 素人男性をオナホとカラダでヌイてあげる(5月10日、ホットエンターティメント）
- 卒業 ～成宮ルリ引退レズ・ドキュメント～（5月19日、レズれ！）
- 敏感な勃起乳首オナニー 20名（5月20日、ゑびす妄想族）
- 新卒男子の僕は就職した人気の化粧品会社で美人上司のセクハラ放尿便器にされてしまった（5月22日、SOSORU）共演:水樹りさ、藤嶋唯、横山夏希
- 結婚式前にウェディングドレス姿で記念写真を撮影する幸せ絶頂のカップルの花嫁に『媚薬』、新郎に『眠剤』を飲ませたら、ウェディングドレス姿の花嫁が発情！ 寝ている新郎の目の前で他人のチ○ポを求め、ヨダレをダラダラ流しながら腰を振りまくって初めての浮気！（6月5日、Hunter）
- あなた、許して…。-義兄の肉欲- 春原未来（6月7日、アタッカーズ）
- ヒロイン妊娠・乳姦・産卵・白目・アヘ顔昇天地獄 Ｇレンジャーピンク(6月13日、GIGA）
- あなた、やめてっ！お願い、こんな所でっ！！嫌がる妻をベットに引きずりこんで中出しっ！！～実家編～(6月13日、LEO)共演:森ななこ
- みき(21）(6月20日、PORNOGRAPH[動画配信のみ])
- THE・女捜査官　絶体絶命　狼達の沈黙(6月27日、GIGA）
- 内緒で旦那に媚薬を飲ませようとした欲求不満妻は間違えて自分で大量摂取してしまい白目を剥いてイキ狂う！(7月1日、プレステージ）
- 同窓会で媚薬大量投下！小中高とイジメられ続け現在絶賛ニート中のボクですが、偶然●校時代のクラスメイトたちと道でばったり遭遇！そのまま誘われてもいない同窓会に連れて行かれ強制参加…。（7月10日、Hunter）
- 例によって愛撫でイッちゃった僕のダメち●ぽをいつものように優しくお掃除＆ゴックンするふりしながら丁寧におしゃぶりし続けて発射後もず～っと勃ちっぱなしのチ●ポをそのまま挿入してマ●コで2発目を搾りとる連チャン精飲SEX 春原未来（7月12日、WAAP)
- 人妻の生唾 春原未来 (7月17日、グローリクエスト）
- トリプルレズビアン 15（7月25日、クリスタル映像）共演：有本紗世、筒井まりか
- スーパーヒロイン野外凌辱　鉄腕美女ダイナウーマン＋A(7月25日、GIGA）
- 「こいつとヤッたらもうイジメません」という女生徒の冗談を真に受け助けた男子生徒を説得しながら‘本当にヤッちゃった’真面目すぎる女教師(7月25日、Natural High)
- 第1回 東京男漁り選手権 琥珀うた 春原未来 滝沢かのん 本田莉子（8月1日、ワンズファクトリー）共演：琥珀うた、滝沢かのん、本田莉子
- 世界一ザーメンを大量に発射する男のぶっかけSEX 史上最大量発射スペシャル（8月1日、ROOKIE）共演：湊莉久、相葉レイカ、乙葉ななせ
- あ～いくぅ 女のアクメ（8月1日、FAプロ）共演：芹沢つむぎ、加藤ツバキ、永井智美、吉永静子、熊谷麻美、手塚みや
- オスガズム Wキャスト 桜井あゆ 春原未来（8月1日、MOTHERS ENTERTAINMENT PICTURES）共演：桜井あゆ
- 汗と愛液。繰り返す絶頂。 春原未来（8月1日、鉄板）
- 『セックス付き』朝から晩まであなたの専属秘書サービス(8月8日、DIY)共演:あすか光希、桜ちずる
- スーパーヒロイン危機一髪!!Vol.55　セ・リーヌの星 ～地に堕ちる時～(8月8日、GIGA）共演:宮崎由麻
- サイレントメサイア (8月8日、GIGA）
- 独身の僕は自分の部屋をわざとらしくHなポスターやアダルトDVDで散らかし、女性ホームヘルパーを呼ぶ。清掃にやって来た彼女たちの反応を伺いつつ、おもむろにセンズリをし始め、ギンギンに勃起したチ●ポを見せつけた!!3(8月8日、SCOOP)共演:本田莉子、芦名ユリア、友田彩也香
- 暴れん坊ザーメン（8月8日、ワープエンタテインメント）共演：星川麻紀、白咲未羽、愛須心亜、芦田知子、水野葵、成宮ルリ、石原のぞみ、みおり舞、佐々木恋海
- 未来(20）(8月16日、シロウトタッチ）[動画配信のみ]
- 「挑発」春原未来 新山かえで（8月20日、レズれ！）
- 変態すぎる家族～佐藤家の異常な日常～（8月21日、Rocket)共演：新山かえで、みずなれい
- 麻薬捜査官 ヤク漬け膣痙攣 春原未来(9月6日、アイエナジー）
- ヤバイです！先生、今授業中です！教室でいつも控え目なボクは誰も想像出来ないくらい大胆な事を授業中にしています！いや、されています！！超草食系の童貞のボクは何故か先生に興味を持たれ先生たちのストレス解消のはけ口にされています！（9月6日、Hunter）
- 催眠洗脳淫語 孕ませ中出し女教師 春原未来(9月12日、V＆R PRODUCE）
- レズビアンヌ(9月13日、U＆K)共演：湊莉久、HIKARI、希咲あや、一世あみ、吉口里奈
- 出戻り娘/連れ子の娘のワイセツ画像（9月13日、FAプロ）共演：横山夏希、熊谷麻美、永井智美、椿のぞみ
- 「ナマで入っちゃった！」オイル素股でチ○ポをマ○コに擦りつけてたら、気持ち良すぎて生挿入！中出しセックスまでヤッちゃった風俗嬢たち7(9月18日、グローリークエスト）共演：本田莉子、澤村レイコ、佐々木恋海、岸杏南
- 娘の彼氏が先に家に来たので、お茶を出そうと部屋に近づくと、あろうことか私のパンティーを嗅ぎながらオナニー中(9月26日、SCOOP)共演:本田莉子、新山かえで、春日もな
- 例によって愛撫でイッちゃった僕のダメち●ぽをいつものように優しくお掃除＆ゴックンするふりしながら丁寧におしゃぶりし続けて発射後もず～っと勃ちっぱなしのチ●ポをそのまま挿入してマ●コで2発目を搾りとる連チャン精飲SEX 春原未来(10月3日，ワープエンタテインメント）
- 痴漢OK娘 レズスペシャル 6 路線バス、銭湯、映画館、駐輪場…断りきれない極上女を失禁するまで感じさせろ（10月9日，ナチュラル・ハイ）出演：彩城ゆりな、篠田ゆう、小野麻里亜、保坂えり、友田彩也香、南梨央奈
- 淫交剥き出しレズセックス狂い！！ 春原未来×上原花恋(10月30日，マリオン）
- レズに堕ちていく私 ～一寸先はレズ地獄～ 大場ゆい 春原未来(11月7日，ビビアン）
- ヘンリー塚本のセックスのすすめ 絶頂快感篇(11月13日，FAプロ）共演：遥めぐみ、長瀬涼子、美智子小夜曲
- 上原亜衣の様子がおかしい。有名女優がまさかの奇行！唖然として固まるボクを強引に…衝撃の逆レイプ映像12編(11月13日，BACK DROP）共演：上原亜衣 結城みさ 琥珀うた 椿一香 花木あのん あずみ恋 艶堂しほり（遠藤しおり） 村上涼子（中村りかこ、黒木菜穂） 姫村ナミ
- 夜這い村 ～美人後家の淫靡な下半身～ 春原未来(11月14日，ORGA）
- 紗倉まな 4人のレズ巨匠が撮る！本気レズ4本番(11月20日，SODクリエイト）共演：紗倉まな 阿部乃みく 神波多一花 萌芭 川菜ひかる 乙葉ななせ 桐原あずさ（伊藤あずさ）
- 痴漢総決起集会 その後…犯した女を追撃痴漢で完墜ち［中出し］スペシャル(11月20日，ナチュラル・ハイ）
- ナンパで素人女性を提携風俗の体験入店にスカウト 出てきた女講師が実は春原未来。恐る恐る1日体験の面接だけ受けに来たはずがもの凄いレズテクで、気付いたらレズビアンに目覚めてしまった。この一部始終を撮影して無断で流出編 春原未来(11月25日，ナンパJAPAN）
- ドスケベ定年オヤジたちの再出発セックス生活 2 春原未来(11月21日，クリスタル映像）
- 狙われた若妻 春原未来(12月1日，ミステリア）
- 女教師 背徳の性感授業 春原未来(12月7日，アタッカーズ）
- 紅蓮のアマゾネス EPISODE-07-THE DOUBLE ECSTACY- 赤と黒の快楽戦慄 本田莉子 VS 春原未来(12月19日，MOTHERS ENTERTAINMENT PICTURES）
- 【完全版】指入れオナニー50人4時間(12月19日，湘南/妄想族）
- 淫語変態女子プロレズ(12月20日，ROCKET）共演：星野あかり 羽月希 みおり舞
- スーパーヒロイン野外凌辱 ～スーパーレディー失われた力～ 春原未来(12月26日，GIGA）
- M男監禁パニックルーム2～女たちが執拗に男を追い詰め続ける破壊と再生のガチンコドキュメント(12月31日，MARRION)共演：真咲南朋

- 美しき人妻たち 歪んだ愛と淫れた性(1月1日，FAプロ）共演：小宮山えみ
- 東京男漁り選手権 完全収録版 本田莉子 滝沢かのん 春原未来 琥珀うた（1月1日，WANZファクトリー）
- 1人旅の温泉旅館でアダルトビデオの撮影にバッタリ遭遇！男優としてスカウトされ有名AV女優たちとセックスしまくることになった素人童貞の僕！ 春原未来 舞咲みくに 綾瀬みなみ 里咲しおり(1月9日，K.M.P)
- うまのりロデオ騎乗位でザーメンを絞りとる淫乱痴女 Part.2 友田彩也香 春原未来 舞咲みくに 大槻ひびき(1月9日，BAZOOKA)
- 即尺精飲公衆便女 10 どすけべヤリマン女編(1月21日，S.P.C)共演：北川瞳 篠宮ゆり 葉月可恋 小優乃 松下美雪 羽月希 加藤ツバキ（夏樹カオル） 美泉咲
- 原作・中華なると ヤク漬け悦楽コミック実写化！！女捜査官 調教連鎖(1月25日，マドンナ）共演：本田莉子 枢木みかん 木村つな
- 狂乱メンズ奴隷研究所 PART-1 春原未来 水嶋あい 淫肉人形にされるイケメンたち (2月1日，MOTHERS ENTERTAINMENT PICTURES）共演：水嶋あい
- レイプの夏の女の匂い(2月13日，FAプロ）共演：中島京子 綾瀬みなみ
- 危険日に他人の精子を体内受精したがる今どきの人妻（2月15日，IBワークス）出演：橘優花
- 睡眠薬で姉を眠らせ妊娠するまで中出し射精を繰り返す弟の盗撮記録（2月27日，青空ソフト）
- みき（2月27日，G-AREA[動画配信のみ]）
- 息子の大きすぎるチ○ポが気になって… 春原未来(3月1日ABC/妄想族）
- 女教師 勤務中の声を押し殺す絶頂 春原未来(3月1日，ムーディーズ）
- 女教師のヘビ舌に濡れるレズKissオーガズム 枢木みかん 春原未来(3月1日，ビィ）
- 人妻性奴隷 美人若妻メス犬調教日誌 春原未来(3月13日，ORGA）
- ねちっこいSEX 接吻 はまる！(3月13日，FAプロ）共演：新山かえで 松嶋友里恵 遥めぐみ 翔田千里 三咲恭子 大沢萌 黒木小夜子（秀吉小夜子） 天野小雪 沢村ゆうみ 冬木舞 美咲結衣 宮崎由麻 手塚みや 江波りゅう（RYU) 武藤つぐみ 長瀬涼子
- 美女と包茎 6 包茎チンカス喰い(3月20日，S.P.C）共演：星川麻紀 月野こころ 高木愛美
- ワキ毛痴女 地味女は元ピアニスト 男の顔面にワキ毛を押しつけ勃起チ○ポを貪るのが本当の自分！本気で感じる刺激的不倫セックス 春原未来(3月25日，セレブの友）
- 自宅マンションまで尾行され痴漢行為や押込みレイプ被害に遭った女たちの映像記録(3月27日，青空ソフト）
- レズ・オーガズム 春原未来 小口田桂子(4月3日，h.m.p.)
- 誘い上手な逆ナンお姉さん！戸惑う素人男性をガチナンパ！4時間SP（4月10日，ホットエンターティメント）出演：橘優花  茜あずさ
- 「キミのオナニーお手伝いするから私と一緒にイッてね◆」オマ●コ見せつけ自画撮りオナニー(4月15日，プリモ）共演：篠田ゆう 橘優花 内村りな 大向みいか 大見はるか 倉科もえ 高瀬杏 桜木えみ香 工藤美紗 桜瀬奈 金子早奈絵
- 【実写版】孕ませて青龍先生！～仁義なき女の戦い～ 春原未来 みづなれい 川村まや(5月1日，ZIP)共演：みづなれい（みずなれい） 川村まや
- 心を重ねる愛情いっぱいのSEX（5月1日，S-Cute)共演：小鳥遊はる 西野あこ 平塚まい 百合野もも
- 本気ギレ喧嘩レズ(5月1日，ビィ）共演：相沢恋 早乙女らぶ 水嶋あい 長谷川夏樹 綾瀬ゆい 高橋幸
- 女性限定シェアハウスレズビアン～逃れられない、積年の片思い～ かすみ果穂 春原未来(5月7日，ヒビアン）
- Wキャスト 春原未来 神波多一花(5月17日，鉄板）
- 「早くしないと赤ちゃんできちゃう！」妹の妊娠を心配するお姉ちゃんが禁断のクンニで中出しされた精子を吸い取りごっくん！2(5月21日，ナチュラル・ハイ）共演：南 梨央奈
- ヘタ過ぎる妹の彼氏に姉の私が直接SEX指導！私の可愛い妹（JK）が初めて家に彼氏を連れて来た。彼氏が真面目そうな子で安心したけど…思春期だし、部屋で2人きりになったらHな事をするに決まっている…。心配になった私は妹の部屋を覗いてみると…案の定Hな展開に…（5月21日，Hunter）共演：南梨央奈，篠宮ゆり
- 恋するサプリ 2錠目-新しいカレ-（6月6日，SILK LABO）共演：浅倉愛 高岡リョウ 一徹（鈴木一徹） 有馬芳彦 北野翔太
- ジャッカル～修羅姫たちの快楽処刑台～Round-01 その残酷、愛しいほどに(6月7日，アタッカーズ）共演：神ユキ 真咲南朋（楓モモ、安藤なつ妃） 加藤ツバキ（夏樹カオル） HIKARI
- ヒロイン凌辱Vol.81　アモルファスライナーガデス 2nd（6月12日，GIGA）共演：工藤美紗
- miki (7月10日，S-cute)
- エクスタシー ネコとタチ 君狂おしきGスポット（7月13日，FAプロ）共演：みおり舞，若林美保，武藤つぐみ，加藤ツバキ
- 汗だく淫汁まみれ極太ディルド自慰快楽 完全撮り下ろし！頭真っ白になるくらい本気で感じる淫乱発情オナニー 全15絶頂！（7月13日，セレブの友）共演：高岡すみれ，広瀬奈々美，二宮沙樹，華蜜さくら，綾瀬ゆい
- 主人には内緒にして… 唾液まみれ濃厚接吻と不倫セックス 若妻のアソコが疼く撮り下ろし3本立て（7月23日，ヒビノ）共演：羽月希，原千草
- 「ダメダメ！このままじゃ入っちゃうよ！」引きこもり生活半年、●校を中退しようとしたその矢先、超おせっかいなお姉ちゃんがボクを心配して部屋に無理やり入ってきてボクを励ましてくる！！(7月23日，Hunter)
- 昭和 心揺さぶるドラマチックポルノ 性的虐待と性の悦び/近親相姦で知る性の悦び(7月25日，FAプロ）共演：園原みか，真咲南朋（楓モモ、安藤なつ妃)，大沢萌，若菜あゆみ，菜月綾（水来亜矢)，浅井舞香，早川なお（柊かえで)，月本るい（宮原友里絵)，飯塚マナ，内田千穂
- 人気AV女優に恋してるガチ素人さん参加型企画第1弾！！ kawaii*presents 夢のハメキュン恋活ツアー2015 (7月26日，kawaii*)
- 淫行おねだりお嬢様（8月1日，S-Cute）<S-CuteのWeb配信「Miki#5」をDVD化>
- 2穴拷問レズクリニック（8月7日，ヒビアン）共演：有本紗世，辻井ゆう，樹花凜
- 露出悦楽 美人若妻は羞恥の虜 春原未来（8月14日，オルガ・アモーレ）
- スーパーヒロイン危機一髪!!Vol.60　SPANDEXR3　リターン・オブ・サンエンジェル（8月14日，GIGA）
- 全国女子大生図鑑☆山梨 みきちゃん（8月15日，ビックモーカル）
- EASY WET 春原未来 イージーウェット 柔らかタイプ（8月17日，K.M.P）
- SOD女性監督・山本わかめ式「射精コントロール」～勃起した男子は‘射精の快楽’を味わうためなら、女子の言いなりになってしまうのか？～(9月1日，SODクリエイト）共演：波多野結衣，上原亜衣，市川まさみ
- なつこいSEX 浴衣と水着でハメまくり（9月1日，S-Cute）共演：佳苗るか 夏海いく 藤嶋唯 あやね遥菜 竹内真琴
- 人妻、猥褻コスプレ あの水着をもう一度！（9月7日，アタッカーズ）
- セーラーフレイム窒息地獄（9月11日，GIGA）
- みき（10月7日，natural 9）
- 緊縛女体遊戯3 春原未来（10月7日，アタッカーズ）
- 鬼痴女地獄スペシャル 上原亜衣 波多野結衣 春原未来（10月7日，レアルワークス）
- オスガズムWキャスト 本田莉子 春原未来（10月13日，マザーズエンターティント）
- 催眠調教エピソードZERO 女を狂わす淫薬実験 春原未来（10月19日，ミステリア）
- 淫乱団地妻 夫の上司にイキ狂わされた貞淑妻 春原未来（10月20日，乱丸）
- この快楽…知ったらもう戻れない！！馬並みディルドでポルチオ開発＆超濃厚媚薬オイル漬けにして強制発情状態が続くと女は一体どうなるのか！？春原未来（10月23日，K.M.P）
- kawaii*presents 夢のハメキュン恋活裏ツアー2015 春原＆彩城のおこぼれ救済大作品！？お見合いパーティー後、女優陣は…（10月25日，kawaii*）共演：桜木優希音 阿部乃みく 香山美桜 葉月可恋 彩城ゆりな 早瀬ありす 保坂えり 佳苗るか 紺野ひかる
- レズ・オーガズム（11月6日，h.m.p）共演：上原亜衣
- 童貞の僕は彼女と初めてのデートの前日に、お姉ちゃんにセックスの練習台となってもらう。もちろん挿入はしないはずだったが、素股で気持ち良くなって興奮してしまったお姉ちゃんは『にゅるん』とチ●ポを入れてしまい…（11月13日，SCOOP）
- アイアンクリムゾン7 （11月25日，ダスッ！）
- 少年看守レディのお仕事 真正中出し更生施設（11月26日，SODクリエイト，SENZ）
- レズビアンアスリート～グラマラス女子バレーボーラー・熱血！ノンストップ！！レズビアン！！！～（12月7日，ヒビアン)共演：篠田あゆみ 水野朝陽 浜崎真緒 香山美桜 事原みゆ
- 最低10回抜きたくなる美しいW魔女 蓮実クレア 春原未来（12月8日，ゴールデンタイム）共演：蓮美クレア
- 慟哭・タッチ（12月10日，ファーストミュージック）
- 人妻質屋 3 ～淫虐の罠に堕ちて行く献身妻～ 春原未来（12月11日，オルガ）
- miki 2（12月18日，S-Cute）
- 「えっ！？うそ！デカくなかった？もう1回あの勃起が見たい！」 旅行先の混浴温泉でのんびり入浴していたら酔っ払った女子大生集団がなだれ込んで来た！酔っ払っているから無防備で裸が見放題！（12月24日，Hunter）
- 連鎖堕ち淫乱吸血鬼化 レズビアンヴァンパイア（12月24日，ROCKET）出演：蓮実クレア 松本メイ 小西まりえ
- バレたら罰金100万円！！都内デリヘル完全攻略！！風俗嬢に「ポンプ式潮吹き」を実践して潮吹き成功すれば、本番＆生中出し出来るのか徹底検証！！（12月25日，SCOOP）
- 松本哲平のSEXY PHOTO メイキング（12月30日，GIRL'S CH）

- ノンケで真面目な同僚ばかりを喰らう美人レズ女教師マジ口説き盗撮（1月1日，変態紳士倶楽部）
- Miki Future world/春原未来（1月7日，グラッツコーポレーション）
- 奴隷色の弁護士 春原未来（1月7日，アタッカーズ）
- ベロチュー好きな巨乳人妻と中出しできる定食屋さん（1月7日，グローリークエスト）共演：真木今日子 沖田奈々
- 「もう死んだってかまわない！」 超ラッキーの連続で巻き起こるスケベ過ぎる一日！鼻血が止まらないくらいの夢のエロハプニング続出！5（1月7日，ゴールデンタイム）
- 古川いおり 本気レズ解禁！豪華美女共演ペニバンFUCK4本番（1月8日，SODクリエイト）共演：古川いおり 愛須心亜 大槻ひびき 浜崎真緒 なごみ
- ガンギマリデカチン痴漢 混浴温泉にいたウブ娘を今までに味わったこともない2本のデカチンで白眼をむくほど感じさせろ！！！（1月8日，アパッチ）
- ノンストップ6Pレズビアン乱交（1月19日，レズれ！）共演：蓮実クレア 松本メイ 夏目優希 篠田ゆう 牧村ひな
- 犬の散歩中「カワイイ◆」と集まってきた愛犬女子は犬とじゃれあううちに無意識でパンツ丸見え！ヤレルと思った僕はフル勃起、気が付いた女はもはやメロメロで狙い通り、公園のトイレや自宅で即ハメに成功です。（1月21日，SWITCH）
- 都内某所のマンモス団地は美人妻たちが多く住んでいると情報を得たので彼女たちを狙いあの手この手で誘って電マやローターでイタズラしていたら中出しまでヤらせてくれました！！2（1月22日，GIGORO）共演：雨宮ほのか 水希千里 桃宮もも 尾上若葉 堀内秋美 小泉真希
- むきだし 生ハメ中出し本気セックス 上原亜衣（2月5日，h.m.p）
- 失神巨乳セレブ 驚愕の痙攣硬直オイルマッサージ No3（2月5日，アットワンコミュニケーション）
- 『旦那さんより私の方がいいでしょ？』休憩中に2人きり レズビアンの人妻が同じ職場で働くパート妻の初レズを奪って何度もイカセてヤる（2月6日，DANDY）
- 僕のねとられ話しを聞いてほしい いわくつきの格闘家に寝盗られた妻 春原未来（2月7日，JET映像）
- スーパーヒロイン危機一髪！！Vol.62 エスパー☆シェリー 春原未来（2月12日，GIGA）
- レズ・オーガズム４ かすみ果穂 春原未来（3月4日，h.m.p)
- 男は僕以外全員女性のシェアハウスで王様ゲーム！田舎から上京し、安いという理由で選んだシェアハウスの他の住人がまさかの全員女性！男が僕1人なもんだから非常に肩身が狭いし、僕が冴えない男なもんだからコキ使われまくり！ 2（3月5日，Hunter）
- デカマラ強制連続絶頂 貞淑妻、堕落の軌跡 春原未来（3月7日，アタッカーズ）
- 奴隷ROOM Second 03（3月11日，MAD）共演：橋本怜奈
- 媚薬×両手拘束×焦らし 1cm先のチ○ポを舐めさせてもらえず性欲爆発 眼鏡が似合う同僚（3月17日，ナチュラル・ハイ）
- みき（3月18日，御茶ノ水素人研究所）
- 春原未来、熱狂的ファン感謝祭。（4月1日，WAAP）
- 夢の3P！旅館のミスで2人の先輩巨乳社員と出張先でまさかの相部屋！川の字で寝る事に！寝相が悪く浴衣が乱れはじめパンティ＆巨乳が露輪になり…3（4月7日，ゴールデンタイム）
- SPANDEXER4~三姉妹壊滅～前編 公開凌辱！快楽に落ちた姉妹（4月8日，GIGA）
- SPANDEXER4~三姉妹壊滅～三姉妹全滅！潰れた最後の希望（4月22日，GIGA）
- すげぇうらやましい オジさんのカノジョ ｢今日は積極的になってもいい？｣ 二回り近く離れた年下の彼女にイチャつかれて好き放題ヤりまくるおじさんに憑依 (4月25日，ビックモーカル）出演：阿部乃みく なつめ愛莉 乙葉ななせ
- ウルトラM性感研究所クラブ・ザ・サッキュバス あぶない絶頂地獄（4月25日，AVS）出演：碧しの 真咲南朋
- 女体拷問研究所 THE THIRD JUDAS（ユダ）Episode-5 悲愴！逝き狂う孤高の女捜査官（ハリケーン） 史上最悪の狂乱快楽致死拷問 春原未来（5月1日，女体拷問研究所）
- 可愛いOLのイケナイSEX事情 お仕事中にSEXしちゃう私は不謹慎ですか？（5月1日，S-Cute）出演：花咲いあん みほの（坂口みほの） 川奈まい
- 七草ちとせレズ解禁！抱擁（5月10日，MARRION）
- AV引退×クリムゾン エロ漫画家に囚われた沖田杏梨（5月14日，ムーディーズ・クリムゾンコラボ）共演：沖田杏梨
- 【ナンパTV】ナンパ連れ込み、隠し撮り 186 まな 24歳 看護師（5月20日，MBS）
- 歯フェチ】すのっちの綺麗な天然歯を観察しました！【春原未来】（5月20日，XCRAM）
- 「春原未来の接吻サロン《ベロリナーゼ別館》」（5月25日，アロマ企画）
- あやまん監督 あやまんJAPANの『どこでも、誰でも、大丈夫。』（5月26日，アヤマンJAPAN）出演：あやまんJAPAN 古川いおり 水城奈緒 翔田千里 / 戸川夏也 ハットリ 渡部拓哉 北澤剛 有馬芳彦
- 壊し愛2（6月3日，h.m.p）共演：涼川絢音
- 何度イッテもチ●ポを離さない汁漬け汗だくぶっ壊れオンナ 春原未来（6月3日，Waap）
- スパンデクサー・ムーンエンジェル 愛の戦士を抱きしめて（6月10日，GIGA）共演：桜庭うれあ
- 女子銀行員 業務上不適切性行為（6月13日，FAプロ）
- すけべ爺の女喰らい熟練交尾 第参章（6月19日，不老仙人）出演：北原夏美 桐岡さつき 浜崎りお（森下えりか、篠原絵梨香） 雪見紗弥 舞咲みくに
- 新作『エリート女性宇宙パイロットが異星人に捕まり、婚約者がいるのに人格が壊れるまで肉体侵略される寝取られＳＦ』（仮）（6月24日，Eドラ！）
- 「好きな人とのSEXだとイキまくっちゃうんです・・・」榎本南那 本物彼氏と本気中出しSEX (7月7日、SODクリエイト) 共演:榎本南那
- おばさんおっぱいが少年ち●ぽを勃起させてしまったの？！「浮きブラ乳首チラ見え」で子●たちを発情させてしまった淑女たち！！ 2（7月7日，アイエナジー　共演：	加藤ツバキ , 七瀬ひとみ）
- ヘンリー塚本 おんな 110分間の猥褻図画（とが） 色っぽい女・好きそうな女・おいしい女（7月13日，FAプロ）出演：江波りゅう（RYU) 白鳥寿美礼 中島京子 汝鳥すみか 成宮いろは 黒木小夜子（秀吉小夜子） 乙葉ななせ
- スカート巾着 固定媚薬バイブ痴漢（7月19日，アパッチ　	共演：里美まゆ , 羽月希 , まひろ芽唯 , 碧しの）
- 私の旦那はレイプ魔 春原未来（7月22日，人妻花園劇場）
- 春原未来の接吻サロン《ベロリナーゼ別館》（7月25日，アロマ企画）
- 薄さ0.00000000001ミリ ハメるな危険コンドーム。ナマ中出し絶対NGな女子に秒速で破けるゴムを付けての人体実験。ダマで生ハメ中出し今度産む？ 4時間SP エロカワ被験者8名 春原未来 AIKA 絵色千佳 etc（7月25日，ビックモーカル）
- 何度イっても止めない高速愛撫 「エビ反り薬漬けレズエステ」（8月6日，ナチュラルハイ　　共演 : 水谷あおい、江奈るり、伊東紅、羽月希）
- 今夜、義理の母を犯します！！もちろん動画も撮ります！いきなり父と再婚して母親気取りで口うるさくて高圧的でボクの事を邪魔者扱いする超ムカつく義理の母を親友と一緒に犯します！まずは睡眠薬を飲ませてとにかく舐めまわして弄びます…（8月7日，おやつカンパニー　共演：柳あきら , 羽田璃子）
- 私はあなたの奴隷です……。春原未来（8月12日，オルガ）
- 光沢サテンパンツのエロ尻とノーブラおっぱい（8月25日，アロマ企画　共演： なつめ愛莉 , 春日部このは , 伊藤果夏 , 七菜原ココ , 倉持りん）
- 媚薬天国～エロス覚醒イグイグ発狂痙攣大乱交～（9月1日，乱丸）共演：神納花、 涼川絢音、ERIKA（モカ、MOKA)、小西みか ※「AV OPEN 2016」エントリー作品
- 挑発！レズ覗き部屋（9月9日，SCOOP　共演：七瀬ひとみ , 椿かなめ , とみの伊織 , 斉藤みゆ , 小宮るな）
- AJOI 究極の完全主観オナニーサポートDVD8 Aromatic Jerk Off Instruction（9月13日，アロマ企画　共演：成宮いろは 今宮なな 絢森いちか 柊木なな（葉山美空） 大槻ひびき）
- YOUはナニしにTOKYOへ？（9月23日，プレステージ　共演：芦名ユリア 夏海花凛 阿部乃みく）
- 『絶対3連射！！』 神テク回春マッサージサロン（10月20日，SENZ　共演：澁谷果歩 , 羽月希 , 倉多まお）
- AV界フリースタイルレズビアンバトル（11月1日，ムーディーズ　共演：椎名そら , 向井藍 , 大槻ひびき , 波多野結衣 , 神納花 , 跡美しゅり , 宮崎あや）
- 飛鳥りん レズ解禁 ～チアリーディング部の先輩は全員レズビアン～（12月8日，SODクリエイト　共演：飛鳥りん , 羽月希 , 篠田ゆう , 広瀬うみ）
- ち○ぽ洗い屋のお仕事 15（12月22日，SENZ　共演：広瀬うみ , 浜崎真緒 , 篠田ゆう , 倉多まお , 羽月希 , 小西まりえ , 浅田結梨 , 卯水咲流）
- ～撮影だけじゃ満足できないAV女優たち～撮影の合間に制作スタッフを誘惑していると噂の女優を隠し撮り むさぼる様にチ○ポを求め 腰を振る 淫らなAV女優4名の観察記録映像（12月22日，SODクリエイト　共演：倉多まお , 広瀬うみ , 羽月希 ）

- 椎名そらさんが呼んできたお友達と乱交（1月1日，ズッコン/バッコン　共演：椎名そら , 宮沢ゆかり , 成海さやか , あず希 , 橘メアリー , 藤波さとり , 八ッ橋さい子）
- 緊縛折檻義娘 春原末来（1月20日，S＆Mスナイパー）
- 真正レズビアン 優木涼香 AV debut（2月2日，SOＤクリエイト　共演：優木涼香 , 神納花 , 篠田ゆう）
- ヘンリー塚本 女体監獄 オルガスムスに震える女たち（2月13日，FAプロ　共演：斉藤みゆ 澤村レイコ（高坂保奈美、高坂ますみ） 川上ゆう（森野雫） 風間ゆみ 葵紫穂 葵千恵 浅井舞香）
- ベッロベロのズッポズポ 春原未来（3月19日，ドグマ）
- 緊縛近親相姦 義父に飼育される嫁 春原未来（3月25日，グローバルメディアエンタテインメント）
- 猥褻RQ ～パーフェクト痴女の汗ばむハイレグ～ 春原未来（3月25日，AVS collector’s / AVSCollector’s）
- 私の彼は一徹君（4月6日，SODクリエイト / GIRL’S CH　共演：	浅田結梨 , 涼宮琴音 , 向井藍）
- 新卒採用で入社した優しいデカ尻姉の黒パンスト姿に理性崩壊！弟は勃起が止まらずまさかのストッキング越しの強制素股！欲求不満な姉は敏感過ぎてパンツから漏れるほど愛液ジワリ！子宮奥に突き刺さる激ピストンで何度も絶頂！（4月14日，V＆R PRODUCE 　共演：	紗々原ゆり , 花咲いあん , 仁美まどか）
- LadyHunter みき(22)（5月3日，LadyHunter）
- 人妻調教日誌 プライドの高い女を最低なマゾ奴隷に仕上げるまで 春原未来（5月12日，共演：かなで自由）
- 「お母さんだって陸上部だったのよ！」ムキになって娘のレーシングブルマを穿いたらデカ尻過ぎて脱げない！熟れたデカ尻に欲情した男がブルマズラして即ハメ！ご無沙汰過ぎて膝ガクしながら何度もイキ乱れた！（5月12日，V＆R PRODUCE　共演：	桃瀬ゆり , 花咲いあん , 神波多一花）
- エントリー主催 ち○ぽスカウト 人気企画『しゃぶりながら』の出演応募でやってきた素人男性を神フェラで審査したら結果56発！ 射精優秀者には‘ごっくん’ご褒美付き！（※素人男性60名参加）（5月18日，SODクリエイト　共演：あおいれな , 大槻ひびき）
- 妹のいいなり 家畜になり下がったお兄ちゃん みきちゃん（5月26日，MERCURY（マーキュリー））
- 春原未来×斉藤みゆ 初めての女装子（6月1日，SODクリエイト　共演：斎藤みゆ）
- 包包戦女！パオパオレディー ～Dr.インギンの野望 現れたチン・ポーコー！～（6月9日，GIGA）
- ファイトオアノット（先行発売:6月9日・一般発売:7月9日，東京ミックス）
- コンドームなしのエッチな状況になったらどうなるのかをモニタリング 高学歴女子大生家庭教師が童貞浪人生の勃起パンツから目が離せず頬を赤らめ思わずパンツにシミを作ったら心優しく筆下ろしをしてくれるのか？！…結果「中はダメだよ…」と言いつつも抜かずの連続中出し11発射！（6月15日，SODクリエイト　共演：青山はな , 伊東真緒 , 小西悠）
- 短期集中育成！猛烈！フルコミットコーチング！ 内に秘めた“雌”の解放 春原未来が3人のうぶな新人女優を変態痴女調教（6月15日，SODクリエイト　共演：小川桃果 , 葉月もえ , 藤波さとり）
- マジックミラーの向こうには愛する旦那！新婚美人妻が賞金めざして野球拳で勝負！ミラー越しの旦那の前で裸になった人妻は恥ずかしいけどぐっちょり興奮！？素人若妻ネトラレ生中出し野球拳！！（6月16日，プレステージ　共演：玉木くるみ）
- 淫語で誘惑エロ美BODY 春原未来（6月25日，AVS collector’s）
- 自画撮り奥までズッポリ絶倫ピストンディルドオナニー（7月15日，プリモ　共演：澁谷果歩 , 斉藤みゆ , 野々宮みさと , 玉城マイ , 南梨央奈）
- マジックミラー号 花見でホロ酔い気分の大学生男女が‘腰振り500回、挿入を我慢できたら100万円！’のローション素股ゲームに初挑戦！のはずが…ヌルっと生挿入真正中出し（7月20日，SODクリエイト　共演：伊東真緒 , 桜ちなみ , あやね遥菜）
- 女の子になって、レズ責めされちゃった僕。2 春原未来 川上ゆう（7月25日，ムーディーズ　共演：川上ゆう）
- 春原未来にアナル姦されたい江上しほ 本気のアナル絶頂ドキュメント (8月7日、ビビアン 共演:江上しほ)

- マル秘漏えい動画 相席居酒屋でお持ち帰りされて犯られるまで一部始終（3月10日、ブリット）（”あいかちゃん”名義）他出演：猶本花、ひなた澪、並木杏梨
- 拘束イカセと最高のセクスタシー 春原未来（8月24日、レアルワークス）

- 母子姦 春原未来（2月7日、グローリークエスト）
- 春原未来にレズテクで勝ったら1000万円（3月21日、ROCKET）
- オ・ン・ナ♀ざかり 春原未来（4月26日、ワープエンタテインメント）
- 夫が抱いてくれないから、覚悟を決めて、今日初めて他の男に抱かれます（不倫）（8月2日、LEO）
- お嬢様学校 お仕置き倶楽部レズビアン 春原未来 かなで自由（8月7日、ビビアン）
- 隣の未亡人に犯●れて始まる恋の物語 春原未来 南真悠（9月13日、レアルワークス）

- ニューハーフ レズセックス 初めての筆おろし 城川ティナ 春原未来（4月10日、僕たち男の娘 共演:城川ティナ）
- 羽月希の母乳飲みながら春原未来に全身舐めまくられる世界一幸せな3Pセックス（4月13日、アロマ企画 共演:羽月希）
- 体液まみれで連続イキ我慢させる追撃トランスレズセックス 春原未来 美園和花（5月2日、レズれ！プレイ 共演:美園和花）

- おしっこ114連発 98人（9月2日、グローリークエスト）

- 結城りの レズ解禁 ～叔母に恋した私～（7月21日、アイエナジー）

- 洗脳リングに浸食されていくうたのおねえさん達！ さあ。みんな。おねえさんたちと一緒におチ○ポの体操の時間だよ～！（7月20日、SODクリエイト）

### アダルトVR
- 【VR】‘春原未来’による脅威の連射技（2017년 3月10日，CASANOVA / フランソワ）

- 【VR】【8K】恐怖！メス獣ナイトサファリVR（2月17日、SODクリエイト）

### WEB配信
- オリジナル☆春原未来（2013年3月22日、GetMovie）有料、スマートフォン・タブレット限定
- セーラー服を脱がさないで・じゃあね（SEXY-J UULA,dTV配信）
- 慟哭・タッチ（SEXY-J dTV,UULA配信）
- Miki #1 愛情たっぷり嬉し泣きエッチ（2015年1月30日，S-Cute）
- Miki #2 エッチがしたい私の誘い方（2015年3月2日，S-Cute）
- Miki #3 言葉とお口で攻める誘惑フェラ（2015年3月23日，S-Cute）
- Miki #4 指を入れながらしてほしいクンニ（2015年4月1日，S-Cute）
- Miki #5 興奮しちゃった美人OLが淫らに攻めてくるエッチ（2015年4月20日，S-Cute）
- Miki #6 乱れた浴衣からチラリと見える裸体がスケベすぎるH（2015年7月6日，S-Cute）
- Miki #7 ねっとりやらしいご奉仕フェラ（12月3日，S-Cute）

### デジタル写真集・コスプレROM
- 東方RACEQUEENSアリス -Team HIROIN-　2013年8月10日]
- 東方RACEQUEENS咲夜 -Team SCARLET SISTERS11-　2013年8月10日]
- 銀河歌姫 -HOLY NIGHT LIGHT-　2013年8月10日]
- すのコレ！vol.01　×東方レースクイーン霊夢　2014年5月5日]
- すのコレ！vol.02　キルラキル纏流子　2014年5月5日]
- すのコレ！vol.03　一騎当千関羽　2014年5月5日]
- すのコレ！vol.04　東方レースクイーン咲夜　2014年5月5日]
- ドリームチケット濃厚写真集 春原未来（2012年12月31日，HAMESUCHI）
- ドリームチケット vol.4 春原未来（2014年11月17日，DEC）
- 女子大生ナンパ 春原未来<前編・後編・完結編>
- 女子大生ナンパ 春原未来完全収録編（2015年1月7日，ホットエンターテイメント）
- AV女優が撮影現場に来たらいきなりSEX即ハメ生中出し さとう遥希 愛咲れいら 冬木舞 春原未来 杏美月 本日のおかず（2015年4月8日，DEC）
- 素っぴんDMM 2013年4月号（2015年4月17日，GOT）
- kawaii*女のコmagazine【動画付き】（2015年5月29日，GOT）
- WAAP vol.12 春原未来（2015年7月8日，DEC）
- ヌードフォトブック032春原未来: 綺麗でカッコイイヌード写真集 石田茂章 (写真)

### フェチビデオ
- 足裏パラダイス 4（2013年5月23日、KEU）共演:水澤まお、早乙女らぶ、平原みなみ、藤原ひとみ、山本美和子、松下ひかり、桐原あずさ、北川千尋、南ほのか、早坂愛梨、春希ゆきの、沢希イヴ、内田美奈子、湯川美智子、筧井まり、菜月リア、結城恵華、汝鳥すみか、柳田やよい
- 春原未来001
- 春原未来002
- 春原未来003
- 春原未来 ソーセージ舐め
- 春原未来 馬乗り編
- 春原未来 着替え編
- 春原未来 乳・尻もみ編（以上デジグラ）
- 春原未来 唾ベロフェチM男 ファン感謝祭 前編（2016年8月10日，インプレッション）

### あなた専用アダルトビデオ
- あなた専用アダルトビデオ（2013年9月22日撮影，KMP）

### 一般
- かすみレディオ Vol.26（2016年、つくばテレビ） - 共演：かすみ果穂、紗倉まな、湊莉久

### 雑誌
- 週刊大衆ヴィーナス5月20日号　(2012年4月20日、双葉社）「人気AV女優が忘れられない 初めてのアクメ体験」
- 泥酔オンナをヤリたい放題DVD vol.2（2012年4月24日、三和出版）
- Chu SPECIAL DVD9月号　(2012年7月30日、ワニマガジン社）
- ニャン2倶楽部（2012年8月16日、コアマガジン）
- DVD Dream9月号　(2012年9月１日、三和出版）
- 週刊大衆12月10日号　(2012年11月16日、双葉社）「白昼夢LOVE」
- FRIDAY12月14日号　(2012年11月29日、講談社）「桃色AVレビュー 36発目」
- That's DAN12月号　(2012年12月1日、ブレインハウス）
- ウォーA組1月号　(2012年12月16日、サン出版）
- めきら2月号　(2012年12月22日、ブレインハウス）
- 月刊DMM2月号（2012年12月22日，ジーオーティ）「2012年MEP 正統派美女 春原未来 淫性開眼!!」
- 裏めきら3月号　(2013年1月16日、ブレインハウス）
- STREET SUGER2月号　(2013年2月1日、サン出版）
- ソフト・オン・デマンドDVD4月号　(2013年2月18日、ソフト・オン・デマンド）「あのAV女優の5年前」(第24回）
- ビデオTHEワールド3月号　(2013年3月1日、コアマガジン）「VW VIDEO ACTRESS INNTERVIEW 春原未来」
- Bejean6月号　(2013年4月22日、ジーオーティー）
- DVD Dream5月号　(2013年5月１日、三和出版）
- 週刊ポスト4月26日号　(2013年4月15日、小学館）「鬼才 斎門富士男の世界」
- べっぴんDMM8月号増刊　（2013年6月27日、ジーオーティー）
- 週刊大衆7月15日号　(2013年7月2日、双葉社）「最高級ソープランド『大衆』へようこそ」
- FAプロ　人妻昭和エロス　愁（2013年7月26日、富士美出版）
- 特選!人妻 DVD Dream 麗しすぎる若妻たち　(2013年7月26日、三和出版）
- 最高の人妻 Vol.2　(2013年9月16日、ミリオン出版）
- いいことしてあげる(2013年10月4日、セブンベストムック）
- 働くレディお貸しします Vol.13　(2013年10月16日、ミリオン出版）
- DVD Dream 12月号　(2013年10月26日、三和出版）
- ウォー人妻失格1月号　(2013年11月16日、サン出版）
- ひとりみ　(2014年1月15日、ミリオン出版）
- わたしどMなんです Vol3 (2014年2月5日、三和出版）
- 週刊プレイボーイno.8 2月24日号（2014年2月10日，集英社）「2014年 問題提起のAVの世界」
- ウォーA組3月号(2014年2月16日、サン出版）
- 大衆ヴィーナスWeb (3月13日）「あなたを気持ちよくイカせてア・ゲ・ル♪」
- ウォーA組4月号（2014年3月16日、サン出版）「AV一直線」(第54回）
- 昭和のエロス（2014年4月10日、富士美ムック）
- 週刊プレイボーイno.18 5月5日号（2014年4月21日発売，集英社）「ホントにあったエロいい話」
- ウォーA組7月号(2014年6月16日、サン出版）
- 週刊プレイボーイno.30 7月28日号（2014年7月14日，集英社）「ホントにあったエロいい話 リターンズ」
- 月刊ソフトオンデマンド9月号（7月18日、SODクリエイト）「職業『AV女優』」Vol.01
- 素っぴんDMM9月号（8月12日、DMM）
- 月刊ソフトオンデマンド10月号（8月18日、SODクリエイト）
- 週刊プレイボーイno.34 35 9月1日号（2014年8月11日，集英社）「人気AV女優が語る 『私の生涯最高のセックス』#2」
- 週刊大衆9月1日号（8月18日，双葉社）「撮影の舞台裏 ぜ～んぶ話しちゃう」
- 三十路妻GACHI！（9月20日，笠倉出版社）
- やっぱHな若妻ですよねっVol.11（11月1日，インテルフィン）
- プレイボーイno.45 11月10日号(10月27日，集英社）「トップAV男優が指南!!　女をイカせる性奥義」
- 週刊大衆12月29日号（12月15日，双葉社）「匠AV女優 春原未来が伝授! 神のクンニ術 絶技公開」
- 週刊アサヒ芸能3478号（12月25日，徳間書店）「“ナマ搾り”インタビュー『100％H果汁』Vol.79」
- ウォーA組1月号（2015年1月1日，マガジン・マガジン）
- おとこの粋な時間vol.3（1月1日，コスミック出版）
- 週刊プレイボーイ4月13日号 （3月30日，集英社）「あの作品，あの女優がエロすぎた!!AV女優が告白する撮影中に仕事を忘れたアノ瞬間」(レズビアン編)
- 人妻ラヴァーズ That's DAN5月号増刊（4月25日，ブレインハウス）
- 真夏の密会（4月25日，ブレインハウス）
- MILF～艶麗～（5月1日，ブレインハウス）
- 週刊プレイボーイno.19 20 5月18日号（4月27日，集英社）[このAVがスゴい2015春」
- SPA! 27周年記念号（6月9日，扶桑社）「オンナが本当にしたいSEX」
- 週刊プレイボーイno.29（7月20日号，集英社）「男の新『性感開発』スクール」
- 240分ＤＶＤ付 ＦＡプロ 人妻昭和エロス 影（7月25日，富士美ムック）
- 増刊大衆（7月26日号，双葉社）「人気女優16人『オナニー大好き』秘話」
- 別冊　本当にあったＨな話　12月号（10月20日，ぶんか社）
- 週刊大衆2月1日号（2016年1月18日，双葉社）
- ウォーＡ組3月号（2016年3月1日，サンメディアレップ）
- 週刊大衆ヴィーナス4月5日号（2016年3月4日，双葉社）
- プレイボーイno18 5月2日号（2016年4月18日, 集英社）
- 週刊実話6月9日号（5月26日，日本ジャーナル出版）

## Sexy-J
- セーラー服を脱がさないで（2015年1月21日，ファーストミュージック）
- じゃあね（2015年1月21日，ファーストミュージック）
- 慟哭・タッチ（2015年12月10日，ファーストミュージック）
- 青春のフラッグ（2016年5月13日，ファーストミュージック）
- 春原未来『慟哭』MV(full version) （5月26日，YouTube）

## 出演

### テレビ
- おっぱい×おっぱい（2012年7月1日、2013年3月2日エンタ!959）#7、#14
- 瞳リョウのAVアイドル解体新書#5、（2013年2月17日、エンタ!959）共演:瞳リョウ
- せんべろ女とホルモンおやじ（2013年7月19日、2014年7月26日、CSフジテレビ）
- 春原密着番組放映 ヴィーナス・フューチャー#119（2013年8月17日、エンタ!959）
- カップルハンター（2014年1月4日24時30分～25時30分、関西テレビ、東海テレビ、テレビ新広島）
- 居酒屋959（2014年9月16日、エンタ!959）共演:原千草、涼川絢音、藤嶋唯
- 徳井義実のチャックおろさせて〜や(2014年3月27日、BSスカパー241）

- 今年もポロリ続出！超人気セクシーアイドル水泳大会2015 1/4~4/4 共演：小早川怜子、友田彩也香（2015年7月26日、YouTubeで公開）
- スカパー!アダルト放送大賞2015　感動の舞台裏も大公開!（2015年5月2日、エンタ959!）共演：天使もえ、紗倉まな、篠田あゆみ、有村千佳、初美沙希、あやみ旬果、白石茉莉奈、波多野結衣、しみけん、マシュマロ3D、長瀬麻美、佐倉絆、加藤ツバキ、北川エリカ、峰岸ふじこ、桃瀬れもん、椎名ゆな
- Midnightザップ（2015年1月29日、スカパー）
- かすみレディオ#45（2016年2月 、エンタ!959）
- あさだちテレビ#252（2016年3月5日，Pigooエンタ!959）
- 阿部乃ちゃんねる#42-#43（2018年3月 -4月 、エンタ!959）共演:阿部乃みく

### ウェブテレビ
- AKNRの放送室一時間スペシャル （5月31日、ニコニコ生放送）ゲスト[28]
- 世にもエロスな物語～悶絶～ 清楚妻の開花 （チャンネルNECO）主演[29]
- 世にもエロスな物語～熟壺～ 美人後家の悦楽 （チャンネルNECO）主演[30]

### オリジナルビデオ
- 近親相姦家族 2 母と息子と娘 禁断の関係（2012年、ネイキッドフィルム）
- やめてっ、こんなところでっ！！隣で人が寝ているのに…（2014年、ネイキッドフィルム）
- 絶倫！透明変態人間 アブノーマル・エクスタシー（2016年9月17日、シネポップ） - 如月瑠璃子 役
- 新・銭湯童貞 チェリーボーイの沸騰寸前5秒前（2017年10月4日、シネポップ） - 彩菜 役

### 映画
- 来訪者Ｘ　痴女遊戯（2017年2月24日公開、フリーク・アウト） - 正木千賀子 役
- 絶倫探偵 巨乳を追え！（2018年8月17日、オーピー映画） - ユミカ 役[31]
- 新橋探偵物語（2018年、OP PICTURES） - ユミカ 役（「絶倫探偵～」の一般公開用編集版）[32]
- 新橋探偵物語2 ダブルリボルバーラヴ（2022年12月3日、オーピー映画） - ユミカ 役[33]

### サブスク
- スノトーク（初回放送：2020年8月11日）

### 舞台
- GIGA スーパーヒロインライブ Vol.9（2023年7月1日、東京・from scratch）‐ スワンファイター/レッドフォース 役[34]

## インタビュー
- SOD大賞2013（2013年12月19日）
- メンズ・ナウ AVライターアケミンの「気になるあのこ」 第45回～第47回（2014年3月4日）※いまはWebでは見られない。
- DMMアダルトアワード2014(4月24日、SHIBUYA-AX）
- 春原未来【ＳＭＭ】けしからん実況（ライト）（6月27日23時30分~）ニコ生
- AVオープン2014に2作品（「あ～いく 女のアクメ」「世界一ザーメンを大量に発射する男のぶっかけSEX 史上最大量発射スペシャル」）ノミネートされ、審査員特別賞を受賞。
- KMPカンファレンスでトップマーシャル賞受賞（2015年2月24日）
- スカパー・アダルト放送大賞2015（2015年3月3日）
- AVオープン2015に「SOD女性監督・山本わかめ式「射精コントロール」~勃起した男子は‘射精の快楽’を味わうためなら、女子の言いなりになってしまうのか?~」がノミネート（2015年7月1日）
- すべてを曝け出し“AV女優”であり続ける春原未来！　初々しく淫らなオンリーワン女優の原点とは（9月11日，メンズ・サイゾー）
- DMMニュース「AV女優ロングインタビュー」(2015年12月3日)

## イベント・撮影会
- スターキャッツ撮影会（2月12日）
- Valentine’s EVENT（2月14日，アリババ秋葉原店）
- kawaii* EVENT（4月7日）
- スターキャッツ撮影会（4月8日)
- スターキャッツ撮影会（5月20日）
- スターキャッツ撮影会（7月21日）
- Take1撮影会（8月12日）
- プレステージEVENT（9月7日，アリババ秋葉原店）
- スターキャッツ撮影会（9月16日）
- ラムタラ店長会議＆桃太郎LIVE（10月15日）
- ドリームチケットEVENT（10月21日，プレジャ秋葉原店，ムーランアキバ）
- スターキャッツ撮影会（11月4日）
- 桃太郎LIVE【ニコ生】
- SODチャット（11月16日）
- ドリームチケットEVENT（11月17日，ラムタラエピカリアキバ店）
- プレステージEVENT【21st Birthday EVENT】(11月23日，プレジャ秋葉原店)
- Take1撮影会（12月16日）
- 美4周年記念EVENT(12月20日，買取販売市場ムーラン秋葉原店)

- スターキャッツシークレット撮影会（1月6日）
- WAAP EVENT(1月13日，ラムラタ上野店，買取販売市場ムーラン秋葉原店)
- Miki’s night 春原未来1周年記念EVENT（1月25日，浅草）
- グローリクエストEVENT（2月16日，買取販売市場ムーラン秋葉原店，ラムラタエピカリアキバ）
- クリスタル映像EVENT（3月9日，ラムタラ横浜店，ON DEMAND PAW川崎店）
- スターキャッツ撮影会（3月10日）
- TMA EVENT（3月23日，ソフマップ秋葉原店）
- <初地方EVENT>KMP EVENT（3月30日，愛知県匠書店岡崎牧御堂店，グッドフェローズ豊田南店，3月31日，大阪買取まっくす日本橋店）
- GIGA EVENT（4月20日，秋葉原G-HISTORY）
- Take1撮影会（4月29日）
- スターキャッツ撮影会（5月3日）
- WAAP EVENT（5月25日，静岡OFF＆OFF池田店，ビドキッド富士大渕店）
- AKNRニコ生（5月31日）
- Take1撮影会（6月15日）
- KMP EVENT（6月19日，アリババ秋葉原店）
- クリスタル映像EVENT（6月22日，エムズ秋葉原店）
- スターキャッツ撮影会（7月6日）
- 映天EVENT（7月18日，プレジャ秋葉原店）
- Take1（7月20日）
- Take1（8月3日）
- KMP EVENT（8月4日，岡崎あきば書店）
- コスホリック09（8月10日，サンライズビル）
- Take1（8月25日）
- スターキャッツ撮影会（9月1日）
- e-kiss EVENT（9月19日，ラムラタメディアワールドアキバ）
- Take1（9月27日）
- KMP EVENT（10月13日，ラムラタ大宮駅前店，ラムタラエピカリ新宿店）
- KMP EVENT（10月20日，買取まっくすなんば店）
- Take1（10月27日）
- スターキャッツ撮影会（11月2日）
- マザーズEVENT（11月16日，買取市場ムーランアキバ，プレジャ秋葉原店）
- KMP EVENT　春原未来Birthday EVENT（11月23日，太陽書店厚木店，アラビアンナイト小田原店）
- Take1撮影会（11月30日）
- 桃太郎night（12月6日）
- スターキャッツ撮影会（12月8日）
- コスホリック10（12月29日，サンライズビル）

- スターキャッツ撮影会（1月11日）
- KMP EVENT 春原未来2周年記念EVENT（1月25日，買取マックス京都南店，大阪なんば店）
- Take1撮影会（1月31日）
- ZIZ EVENT（2月1日，ラムラタメディアワールドアキバ
- KMP EVENT（2月9日，アリババ秋葉原店，秋葉原エムズ店)
- スターキャッツ撮影会（2月16日）
- Take1撮影会（2月21日）
- スターキャッツ撮影会（3月8日）
- Take1撮影会（3月21日）
- KMP EVENT（4月12日，横浜書店）
- スターキャッツ撮影会（4月13日）
- WAAP EVENT（4月25日，ラムタラエピカリアキバ）
- オナフェス2014 in鴬谷（4月26日，東京キネマ倶楽部）
- Take1撮影会（4月27日）
- スターキャッツ撮影会（5月4日）
- コスホリック11（5月5日，サンライズビル）
- DMMチャット（5月9日）
- Take1（5月31日）
- 新宿TSUTAYA EVENT（6月13日，新宿TSUTAYA）
- スターキャッツ撮影会（6月14日）
- KMP EVENT（6月21日，岡崎あきば書店）
- 春原未来【ＳＭＭ】けしからん実況【ニコ生】（6月27日)
- ハリウッド撮影会（6月28日）
- ハリウッド撮影会（7月13日）
- 「エンタ!959 presents『居酒屋!959』公開収録（7月22日，ロフトプラスワン）
- クリスタル映像EVENT（7月24日，ラムタラ秋葉原店）
- グローリクエストEVENT（7月26日，買取販売市場ムーラン横浜駅前店，横浜西口店）
- スターキャッツ撮影会（7月27日）
- 鉄板EVENT（8月2日，買取販売市場ムーランアキバ）
- h.m.p 屋形船（8月3日）
- ハリウッド撮影会（8月31日）
- 「やれんのか?!オナフェス！」トークEVENT（9月1日，ロフトプラスワン）
- h.m.p EVENT（9月4日，エピカリ新宿店）
- オナフェス2014（9月6日，東京キネマ倶楽部）
- ORGA1周年EVENT(9月12日，恵比寿アクトスクエア)
- スターキャッツ撮影会（9月13日）
- ハリウッド撮影会（9月28日)
- スターキャッツ撮影会（10月4日）
- ハリウッド撮影会(10月19日)
- SMM主催 OFF会（10月25日）
- スターキャッツ撮影会（10月26日）
- SMM主催 女子会(11月1日)
- FAプロEVENT（11月15日，レンガタ新宿）
- SMMチャット（11月22日）
- SMM主催 春原未来Birthday EVENT(11月23日）
- ORGA EVENT(11月24日，買取販売市場ムーランアキバ，ラムタラメディアワールドアキバ）
- ジャスミン撮影会（11月27日）
- クリスタル映像EVENT（12月5日，ラムタラエピカリアキバ）
- アタッカーズEVENT（12月8日，ラムラタメディアワールドアキバ）
- ジャスミン撮影会（12月21日）

- ジャスミン撮影会（1月17日）
- KMP EVENT（1月24日，岡崎あきば書店）
- SMM 春原未来3周年EVENT（1月25日，秋葉原）
- マドンナEVENT（1月31日，エムズ秋葉原店）
- MARRION EVENT（2月8日，大阪信長書店，茨木市でトークEVENT）
- ジャスミン撮影会（2月11日)
- スカパー!アダルト放送大賞2015授賞式(3月3日，アイア  シアタートーキョー)
- SMM ホワイトデーEVENT（3月14日）
- h.m.p EVENT（3月16日，エムズ秋葉原店）
- ORGA EVENT（3月21日，買取りまっくす 日本橋店，なんば店）
- ORGA EVENT（3月22日，買い取りムーランAKIBA，エムズ秋葉原店）
- ジャスミン撮影会【個撮・団体】（3月28日）
- ORGA EVENT（3月29日，神田書店野田店）
- TSUTAYA EVENT（4月10日，新宿TSUTAYA）
- ジャスミン撮影会（4月12日）
- h.m.p EVENT（4月29日，ラムタラメディアワールドアキバ，ラムタラ秋葉原店）対象商品：「レズ・オーガズム」
- ジャスミン撮影会（4月30日）
- SMM OFF会（5月16日)
- SEXY-J LIVE イベントVol.3（5月29日，aube shibuya）
- ジャスミン撮影会（5月31日）
- オナフェス2015（6月20日，渋谷Club Atom）
- ジャスミン撮影会（6月21日）
- FAプロ トークEVENT（7月10日）
- ジャスミン撮影会（7月25日）
- 「SEXY♡J SUMMER FESTIVAL」（7月31日，CLUB CITTA）
- コスホリック15（8月15日，サンライズビル)
- ジャスミン撮影会（8月16日）
- ORGA EVENT（8月22日，アリババ秋葉原店，m's秋葉原店）対象商品：「露出悦楽」
- ORGA 真夏の夜の妖艶会EVENT（8月23日）
- SMM飲み会（8月27日）
- ORGA EVENT（8月29日，ムーラン横浜西口店，ラムラタ横浜駅前店）対象商品：「露出悦楽」
- SOD プレミアムナイト（9月11日,浅草）
- ジャスミン撮影会（9月19日）
- SMM OFF会（9月20日）
- ジャスミン撮影会（10月10日）
- DMMライブチャット（10月10日）
- MARRION EVENT（10月17日，大阪信長書店，買取りまっくす日本橋店 ※真咲南朋監督と）対象商品：「オスガズム Wキャスト 本田莉子・春原未来」
- 「SEXY♡J AUTUMN FESTA」(10月23日，渋谷REX）
- MARRION EVENT（10月24日，ムーランアキバ店，ラムタラエピカリ秋葉原店）対象商品：「オスガズム Wキャスト 本田莉子・春原未来」
- アタッカーズEVENT（10月28日，アリババ秋葉原店）対象商品：「緊縛女体遊戯3」
- ORGA EVENT（11月1日，京都紅葉書店 四条西院店，信長書店 四条河原町店）
- ジャスミン撮影会【個撮・団体】（11月7日）
- h.m.p EVENT（11月8日，ラムタラアメ横店，ラムタラメディアワールドアキバ店）対象商品：「レズ・オーガズム(3)」
- Japan Adult Expo2015（11月17日，18日，豊洲ピット）
- 春原未来24th Birthday EVENT！（11月23日，秋葉原）
- M男監禁パニックルーム トークEVENT（12月1日，新宿レガンタ）
- 「SEXY♡J WINTER FESTA」(12月10日，新宿ReNY）
- シャスミン撮影会（12月19日）
- ORGA EVENT（12月20日，ラムタラ秋葉原店，ムーランアキバ店 ※大槻ひびきさんと）	対象商品：「人妻質屋3」もしくは「若妻の秘密(大槻ひびき出演作)」
- ビビアン EVENT（12月26日，1部・2部：エムズ秋葉原店 ※香山美桜さん・事原みゆさん・浜崎真緒さん・水野朝陽さんと）

　対象商品：「レズビアンアスリート～グラマラス女子バレーボーラー・熱血！ノンストップ！！レズビアン！！！～」
- グローリークエストEVENT（1月9日，Mis秋葉原店，エムズ秋葉原店）対象商品：「ベロチュー好きな巨乳人妻と中出しできる定食屋さん」
- ジャスミン撮影会（1月11日）
- SMM 4周年記念パーティー（1月23日）
- かすみレディオ公開収録（1月31日，スリーモンキーズカフェ新宿アイランド店）
- Belltech主催 4周年記念EVENT（2月14日，レフガタ新宿）
- ジャスミン撮影会（2月19日）
- ジャスミン撮影会（3月12日）
- 女流AV監督真咲南朋とAV女優がAVについて熱く語る（3月18日，新宿ネイキッドロフト）
- SMM OFF会（3月19日）
- h.m.p EVENT（3月20日，ラムタラエピカリアキバ，エムズ秋葉原店 ※かすみ果穂さんと）対象商品：「レズ・オーガズム(4)」
- Studio QuinQ撮影会一周年記念大還元フェス！（3月21日，at 新宿JAM）
- ジャスミン撮影会（4月2日）
- SEXY♡J あやみ旬果/春原未来 CD debut event（4月20日，ソフマップアミューズメント館）
- SMM OFF会（4月23日）
- ジャスミン撮影会（4月24日）
- WAAP EVENT（4月29日，メガポケット相模原16号店，フレンズメディアタワー蒲田西口店）対象商品：「春原未来、熱狂的ファン感謝祭！」
- 「SEXY♡J SPRING FESTA」(5月13日，六本木 morph tokyo）
- ジャスミン撮影会【個撮・団体】（5月21日）
- h.m.p EVENT（6月18日，ラムタラメディアワールドアキバ，ラムタラエピカリアキバ ※涼川絢音さんと）対象商品：「壊し愛2」
- ジャスミン撮影会（6月19日）
- SMM OFF会（7月2日）
- ジャスミン撮影会（7月16日）
- 「SEXY♡J SUMMER FESTA」(7月23日，東京キネマ倶楽部）
- ムラびん配信記念イベント（7月24日，新宿レフカダ）
- ジャスミン撮影会【個撮・団体】（8月7日）
- ORGA EVENT（8月20日，信長書店ＤＶＤお宝館,買取りまっくす日本橋店）対象商品：「私はあなたの奴隷です……。」
- ORGA 真夏の夜の妖艶会（8月26日，東京キネマ倶楽部）
- ORGA EVENT（8月28日，エムズ秋葉原店，Mis秋葉原）対象商品：「私はあなたの奴隷です……。」
- SMM OFF会（9月3日）
- ORGA EVENT（9月10日，神田書店 荒川沖店，神田書店 野田店）対象商品：「私はあなたの奴隷です……。」
- ジャスミン撮影会（9月19日）
- ジャスミン撮影会【個撮・団体】（10月2日）
- GRACHAN(10月10日，ディファ有明)
- 「SEXY♡J Halloween FESTA」（10月24日，渋谷www）
- ジャスミン撮影会（11月5日）
- Japan Adult Expo2016（11月10日，11日，ディファ有明）
- 春原未来25th Birthday EVENT！（11月23日，秋葉原）
- ジャスミン撮影会（12月4日）
- 「SEXY♡J "dream christmas"2016」(12月15日，新宿ReNY）
- ORGA EVENT（12月17日，買取りまっくすなんば店，買取りまっくす日本橋店）対象商品：ORGA/KMP…etc. 春原未来出演作品
- SMM OFF会（12月23日）

- ジャスミン撮影会（1月8日）
- S&Mスナイパー EVENT（1月28日，studio OCEAN，Sun Shop 秋葉原店）対象商品：「緊縛折檻義娘」
- ジャスミン撮影会（2月18日）
- ピンク映画『来訪者Ｘ 痴女遊戯』舞台挨拶（2月25日，上野オークラ劇場）
- SMM 5周年EVENT（2月26日）
- ジャスミン撮影会（3月11日）
- SMM OFF会（4月8日）
- ジャスミン撮影会（4月9日）
- kaku-butsu会員限定 団体撮影会（4月20日，SOD学園）
- 「魁！真咲塾」(仮)（4月28日，ネイキッドロフト）
- ORGA EVENT（5月13日，買取りまっくす三宮店，LOVE TOYS SHOP MAX店）対象商品：「人妻調教日誌 プライドの高い女を最低なマゾ奴隷に仕上げるまで」
- ジャスミン撮影会（5月17日）
- ORGA EVENT（5月20日，ムーラン北千住駅前店，エムズ秋葉原店）対象商品：「人妻調教日誌 プライドの高い女を最低なマゾ奴隷に仕上げるまで」
- ジャスミン撮影会（6月16日）
- SMM OFF会（6月24日）
- 「SEXY♡J FUN MEETING LIVE 2017」(6月30日，新宿ReNY）
- ジャスミン撮影会（7月1日）
- ジャスミン撮影会（8月5日）
- SMM OFF会（8月27日）
- MOODYZ EVENT（8月30日，ラムタラエピカリアキバ店）対象商品:「女の子になって、レズ責めされちゃった僕。2 」
- ジャスミン撮影会（9月3日）
- REAL EVENT（9月30日，あきば書店 安城1号店 ※2部とも同店舗）対象商品：「超・絶頂」
- REAL EVENT（10月1日，アリババ秋葉原店，ラムタラ秋葉原店）対象商品：「超・絶頂」
- ジャスミン撮影会（10月7日）
- SMM OFF会（10月29日）
- Japan Adult Expo2017（11月16日，17日，ディファ有明）
- ジャスミン撮影会（11月18日）
- 春原未来26th Birthday EVENT！（11月25日）
- SMM OFF会（12月2日）
- アキバコムEVENT（12月9日，アキバコム本店）
- ジャスミン撮影会【個撮・団体】（12月10日）
- ORGA EVENT（12月16日，ラムタラエピカリアキバ店・ラムタラメディアワールドアキバ店) 対象商品：「淫靡に堕ちた 人妻OL」
- ORGA EVENT（12月17日，買取りまっくす なんば店・買取りまっくす 日本橋店) 対象商品：「淫靡に堕ちた 人妻OL」
- 「SEXY♡J FINAL」(12月19日，CLUB CITTA）

- ジャスミン撮影会（1月14日）
- 6周年オフ会（1月27日）
- ジャスミン撮影会（2月4日）
- ORGA EVENT（2月9日，ブックパークハイパーメディア館 西横浜店）対象商品：「淫靡に堕ちた 人妻OL」
- 阿部乃ちゃんねる公開収録(pigooスタジオ，2月16日)
- アロマ企画 EVENT(3月3日，アリババ秋葉原店・ラムタラエピカリアキバ店)対象商品:五反田シルキータッチ×春原未来
- ジャスミン撮影会【個撮・団体】（3月18日）
- SMM OFF会（3月31日)
- ジャスミン撮影会【個撮・団体】（4月30日）
- ORGA EVENT（5月5日，買取りまっくす なんば店・買取りまっくす 日本橋店)
- ORGA EVENT（5月6日，ラムタラ上野店・ラムタラ秋葉原店)
- JEWELLIA 1日ママ(6月4日)
- ジャスミン撮影会【個撮・団体】（6月10日）
- ピーターズ EVENT（6月15日，エムズ秋葉原店)
- ジャスミン撮影会（7月1日）
- ジャスミン撮影会（7月21日）
- ORGA EVENT（7月28日，パラダイスBOX 仙台店 ※2部とも同店舗)
- ORGA EVENT（7月29日，ラムタラエピカリアキバ・ムーランアキバ店)
- TRE 台北國際成人展 TAIPEI RED EXPO(8月3日〜5日，新北工商展覽館)
- ピンク映画『絶倫探偵　巨乳を追え！』舞台挨拶（8月18日，上野オークラ劇場）
- OFF会(8月19日)
- ジャスミン撮影会（8月29日）
- ピンク映画『新橋探偵物語』舞台挨拶（8月29日，テアトル新宿)
- REAL EVENT（9月2日，買取りまっくす 日本橋店・買取りまっくす なんば店)
- ジャスミン撮影会（9月14日）
- ピンク映画『新橋探偵物語』舞台挨拶（9月14日，テアトル新宿)
- OFF会(9月30日)
- ジャスミン撮影会（10月20日）
- AV監督真咲南朋が女優さんをゲストに呼んで自分のAV作品についてだらだら話す会(仮) (10月28日，ネイキッドロフト)
- ジャスミン撮影会（11月15日）
- 生誕OFF会（12月2日）
- ジャスミン撮影会（12月23日）

- ORGA EVENT（1月12日，買取りまっくす 日本橋店・買取りまっくす なんば店)
- ORGA EVENT（1月13日，ラムタラメディアワールドアキバ店・エムズ秋葉原店)
- 「男と女の真実論(仮)」有馬芳彦×春原未来 トークイベント（1月19日，SOD本社) ※1部・2部とも同会場)
- ジャスミン撮影会（1月20日）
- 7周年オフ会（1月27日）
- ジャスミン撮影会（2月11日）
- グローリークエストイベント（2月23日，ブックパークハイパーメディア館 西横浜店 ※1部・2部とも同会場) ※対象商品:「母子姦」
- WAAP EVENT(3月6日，MIS秋葉原店) ※対象商品:「土下座痴女」
- ジャスミン撮影会（3月10日）
- ピンク映画『新橋探偵物語』舞台挨拶（3月16日，UPLINK渋谷)※1回目・2回目
- オフ会（3月31日）
- ピンク映画『新橋探偵物語』舞台挨拶（4月9日，UPLINK渋谷)
- ピンク映画『新橋探偵物語』舞台挨拶（4月10日，UPLINK渋谷)
- ジャスミン撮影会（4月13日）
- オールナイトで朝まで飲みトークin歌舞伎町(4月13日，新宿Vatios)
- アドア イベント(4月27日，ソフマップAKIBA1号店・月島SABスタジオ) ※対象商品:「くすぐり村からやってきました」
- ジャスミン撮影会（5月2日）
- NAGIRA EVENT（5月25日，買取りまっくす 岡山南店 ※1部・2部とも同会場)
- NAGIRA EVENT(5月26日，ラムタラメディアワールドアキバ店・ラムタラエピカリアキバ店)
- ジャスミン撮影会（6月10日）
- オフ会（6月16日）
- ジャスミン撮影会（7月6日）
- オフ会（7月20日）
- ジャスミン撮影会（8月15日）
- ジャスミン撮影会（9月8日）
- オフ会（9月29日）
- ジャスミン撮影会（10月27日）
- ジャスミン撮影会（11月10日）
- 生誕off会（11月23日）
- ジャスミン撮影会（12月28日）

- ジャスミン撮影会（1月5日）
- 8周年オフ会(1月25日)
- ピーターズEVENT（2月8日）
- ジャスミン撮影会（2月16日）
- ジャスミン撮影会（3月8日）
- ジャスミン撮影会（4月9日）
- ジャスミン撮影会（4月26日）
- ジャスミン撮影会（5月10日）
- ジャスミン撮影会（5月30日）
- ジャスミン撮影会（6月13日)
- Syain bar出勤（6月24日)
- オフ会(6月27日)
- ジャスミン撮影会(7月11日)
- ジャスミン撮影会(8月16日)
- flower撮影会(8月23日)
- ジャスミン撮影会(9月12日)
- flower撮影会(9月19日,20日)
- オフ会(9月26日)
- ジャスミン撮影会(10月25日)
- flower撮影会(11月1日)
- ジャスミン撮影会(11月8日)
- flower撮影会(11月14日)
- グローリークエストイベント(11月16日,フォーラム書店)
- 生誕off会(11月23日)
- flower撮影会(12月6日)
- ジャスミン撮影会(12月19日)

- flower撮影会(1月17日)
- RADIXイベント(1月23日,ラムタラ秋葉原店・ソフネット本店)
- ジャスミン撮影会(1月30日)
- トークショーイベント(1月31日,Syainbar 新中野店)
- flower撮影会(2月11日)
- ジャスミン撮影会(2月14日)
- アミューズ撮影会(2月21日)
- RADIXオフ会(3月6日)
- flower撮影会(3月14日)
- ジャスミン撮影会(3月21日)
- flower撮影会(4月17日)
- アミューズ撮影会(4月24日)
- ジャスミン撮影会(4月29日)
- オフ会(5月8日)
- flower撮影会(5月22日)
- ジャスミン撮影会(5月29日)
- アミューズ撮影会(6月12日)
- ジャスミン撮影会(6月19日)
- flower撮影会(6月26日)
- ジャスミン撮影会(7月18日)
- プラネットプラスEVENT(7月25日，利根書店深谷店本館) ※対象商品:「はだかの主婦」
- ジャスミン撮影会(8月15日)
- flower撮影会(8月21日)
- ジャスミン撮影会(9月5日)
- flower撮影会(9月18日)
- flower撮影会(10月17日)
- プラネットプラスEVENT(10月23日，買取りまっくす岡山南店)

※対象商品:「隣の美人妻」
- ジャスミン撮影会(11月7日)
- RADIX EVENT(11月20日，アリババ秋葉原店・ソフネット本店)

※対象商品:「唾液が愛液　ベロ交尾」
- 生誕off会(11月23日)
- flower撮影会(11月27日)
- ジャスミン撮影会(12月4日)
- RADIXオフ会(12月18日)
- flower撮影会(12月29日)

- ジャスミン撮影会(1月8日)
- flower撮影会(1月17日)
- デビュー10周年オフ会(1月22日)
- ジャスミン撮影会(2月6日)
- flower撮影会(2月20日)
- ジャスミン撮影会(3月5日)
- ジャスミン撮影会(4月10日)
- flower撮影会(4月30日)
- ジャスミン撮影会(5月3日)
- flower撮影会(5月28日)
- ジャスミン撮影会(6月4日)
- ジャスミン撮影会(7月2日)
- flower撮影会(7月9日)
- オフ会(7月16日)